# Relações exteriores da União Soviética

A União Soviética durante a Guerra Fria

Após a Revolução Russa, na qual os bolcheviques tomaram partes do Império Russo em colapso em 1918, eles enfrentaram enormes adversidades contra o Império Alemão e eventualmente negociaram termos para se retirar da Primeira Guerra Mundial. Eles então foram à guerra contra o Movimento Branco, movimentos pró-independência, camponeses rebeldes, antigos apoiadores, anarquistas e intervencionistas estrangeiros na amarga guerra civil. Eles fundaram a União Soviética em 1922, com Vladimir Lenin no comando. No início, foi tratado como um estado pária não reconhecido por repudiar as dívidas czaristas e por ameaças de destruir o capitalismo em casa e no mundo todo. Em 1922, Moscou repudiou o objetivo da revolução mundial e buscou reconhecimento diplomático e relações comerciais amigáveis com o mundo capitalista, começando pela Grã-Bretanha e pela Alemanha. Finalmente, em 1933, os Estados Unidos deram reconhecimento. O comércio e a ajuda técnica da Alemanha e dos Estados Unidos chegaram no final da década de 1920. Após a morte de Lenin em 1924, Josef Stalin tornou-se líder. Ele transformou o país na década de 1930 em uma potência industrial e militar. Opôs-se fortemente à Alemanha Nazista até agosto de 1939, quando chegou a um acordo pacífico com Berlim no Pacto Molotov-Ribbentrop. Moscou e Berlim, por acordo, invadiram e dividiram a Polônia e os Estados Bálticos. O pacto de não agressão foi quebrado em junho de 1941, quando a  Alemanha Nazista invadiu a União Soviética. As forças soviéticas quase entraram em colapso quando os alemães chegaram aos arredores de Leningrado e Moscou. No entanto, a União Soviética provou ser forte o suficiente para derrotar a Alemanha Nazista, com a ajuda de seus principais aliados da Segunda Guerra Mundial, a Grã-Bretanha e os Estados Unidos. O exército soviético ocupou a maior parte da Europa Oriental (exceto a Iugoslávia) e controlou cada vez mais os governos.
Em 1945, a URSS se tornou um dos cinco membros permanentes do Conselho de Segurança das Nações Unidas, juntamente com os Estados Unidos, a Grã-Bretanha, a França e a China, o que lhe deu o direito de vetar qualquer resolução do Conselho de Segurança (ver União Soviética e as Nações Unidas). Em 1947, a raiva americana e europeia pela ocupação militar soviética dos estados do Leste Europeu levou à Guerra Fria, com a Europa Ocidental sendo reconstruída economicamente com a ajuda do Plano Marshall de Washington. A oposição ao perigo da expansão soviética formou a base da aliança militar da OTAN em 1949. Não houve guerra quente, mas a Guerra Fria foi travada diplomaticamente e politicamente em todo o mundo pelos blocos soviético e da OTAN.
O Kremlin controlava os estados satélites que estabeleceu nas partes da Europa Oriental que seu exército ocupou em 1945. Depois de eliminar toda a oposição e expurgar a liderança, ligou-os à URSS em termos econômicos através do Comecon e, mais tarde, militares através do Pacto de Varsóvia. Em 1948, as relações com a Iugoslávia se desintegraram devido à desconfiança mútua entre Stalin e Tito. Uma ruptura semelhante aconteceu com a Albânia em 1955. Assim como a Iugoslávia e a Albânia, a China nunca foi controlada pelo Exército Soviético. O Kremlin oscilou entre as duas facções que lutavam na Guerra Civil Chinesa, mas acabou apoiando o vencedor, Mao Tsé-Tung. Stalin e Mao apoiaram a Coreia do Norte na invasão da Coreia do Sul em 1950. Mas os Estados Unidos e as Nações Unidas mobilizaram a contraforça na Guerra da Coreia (1950-1953). Moscou forneceu apoio aéreo, mas nenhuma tropa terrestre; a China enviou seu grande exército, o que acabou levando a guerra ao impasse. Em 1960, os desentendimentos entre Pequim e Moscou ficaram fora de controle, e as duas nações se tornaram inimigas ferozes na disputa pelo controle das atividades comunistas mundiais.
As tensões entre a União Soviética e os Estados Unidos atingiram o auge durante a Crise dos Mísseis de Cuba de 1962, na qual mísseis soviéticos foram colocados na ilha de Cuba, bem dentro do alcance do território americano. Isso foi visto retrospectivamente como o mais próximo que o mundo já chegou de uma guerra nuclear. Depois que a crise foi resolvida, as relações com os Estados Unidos gradualmente melhoraram na década de 1970, atingindo um grau de distensão, à medida que Moscou e Pequim buscavam o favor americano.
Em 1979, um governo comunista foi instalado pela URSS no Afeganistão, mas foi pressionado e solicitou ajuda militar de Moscou. O exército soviético interveio para apoiar o regime, mas se viu em um grande confronto. A presidência de Ronald Reagan nos Estados Unidos foi marcada pela oposição à União Soviética e mobilizou seus aliados para apoiar a guerra de guerrilha contra os soviéticos no Afeganistão. O objetivo era criar algo semelhante à Guerra do Vietnã, que drenaria as forças e o moral soviéticos. Quando Mikhail Gorbatchov se tornou líder da União Soviética em 1985, ele procurou reestruturar a União Soviética para se assemelhar ao modelo escandinavo de social-democracia ocidental e, assim, criar uma economia do setor privado. Ele retirou as tropas soviéticas do Afeganistão em 1989 e iniciou uma abordagem mais passiva nas relações da URSS com seus satélites do Leste Europeu. Isso foi bem recebido pelos Estados Unidos, mas levou à separação dos satélites do Leste Europeu em 1989 e ao colapso final e dissolução da URSS em 1991. A nova Rússia, sob Boris Iéltsin, sucedeu a União Soviética.
O Ministério das Relações Exteriores implementou as políticas externas definidas por Stalin e, após sua morte, pelo Politburo. Andrei Gromiko serviu como Ministro das Relações Exteriores por quase trinta anos (1957–1985), sendo o ministro das Relações Exteriores com mais tempo de serviço no mundo.

## Ideologia e objetivos da política externa soviética

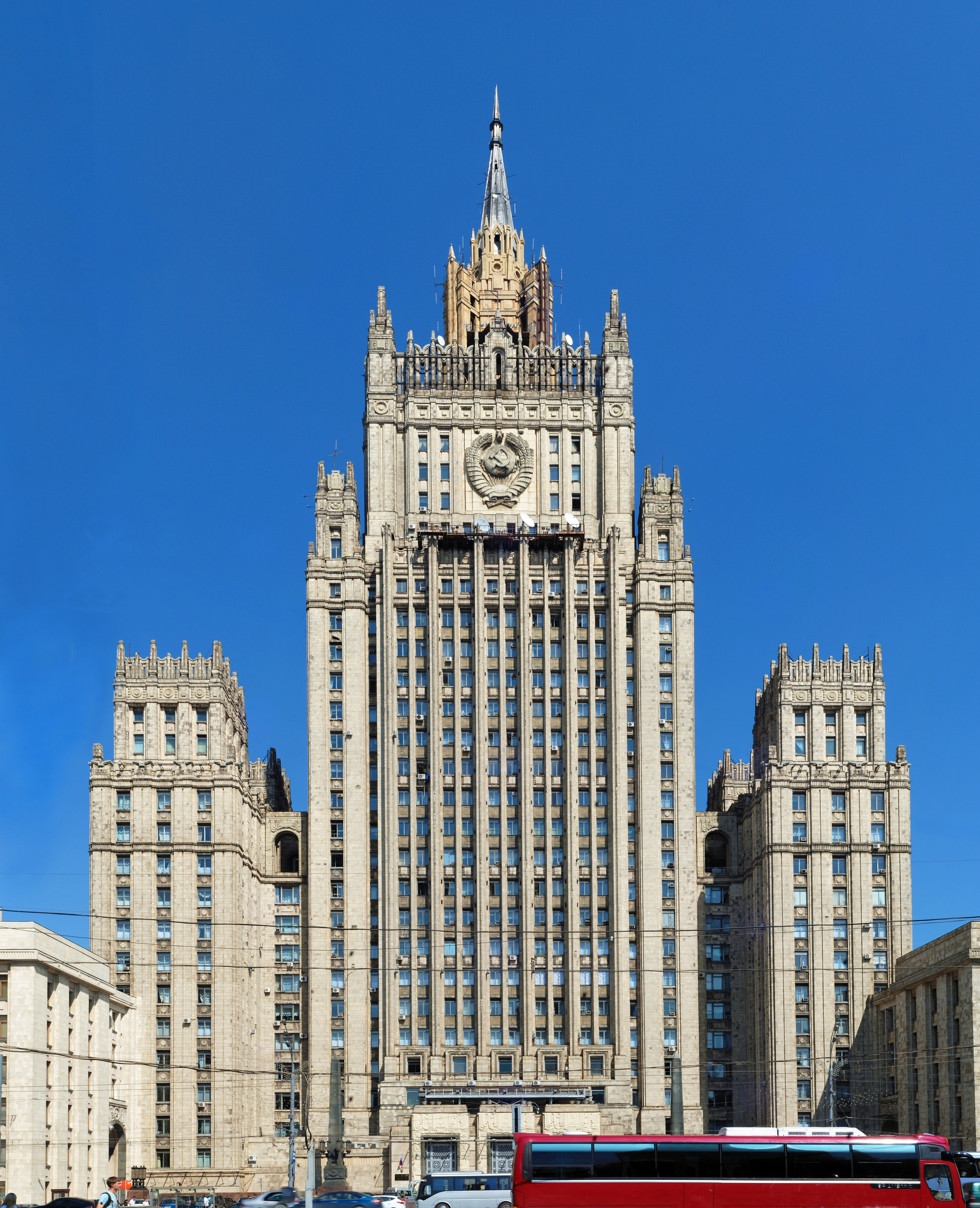
Edifício do Ministério das Relações Exteriores, concluído em 1953

De acordo com os teóricos marxistas-leninistas soviéticos, o caráter básico da política externa soviética foi estabelecido no Decreto de Paz de Vladimir Lenin, adotado pelo Segundo Congresso dos Sovietes em novembro de 1917. Ela estabeleceu a natureza dupla da política externa soviética, que abrange tanto o internacionalismo proletário quanto a coexistência pacífica. Por um lado, o internacionalismo proletário refere-se à causa comum da classe trabalhadora (ou proletariado) de todos os países na luta para derrubar a burguesia e iniciar uma revolução comunista. A coexistência pacífica, por outro lado, refere-se a medidas para garantir relações relativamente pacíficas entre governos e estados capitalistas. Ambas as políticas podem ser prosseguidas simultaneamente: “A coexistência pacífica não exclui, mas pressupõe uma oposição determinada à agressão imperialista e o apoio aos povos que defendem as suas conquistas revolucionárias ou lutam contra a opressão estrangeira.” 
O comprometimento soviético na prática com o internacionalismo proletário declinou desde a fundação do estado soviético, embora esse componente da ideologia ainda tenha tido algum efeito na formulação e execução posteriores da política externa soviética. Embora as razões de Estado pragmáticas tenham sido, sem dúvida, responsáveis por grande parte da política externa soviética mais recente, a ideologia da luta de classes ainda desempenhou um papel no fornecimento de uma visão de mundo e de certas diretrizes vagas para ação na década de 1980. A ideologia marxista-leninista reforça outras características da cultura política que criam uma atitude de competição e conflito com outros estados. 
Os objetivos gerais da política externa da União Soviética foram formalizados em um programa partidário ratificado pelos delegados ao Vigésimo Sétimo Congresso do Partido em fevereiro-março de 1986. De acordo com o programa, "os principais objetivos e diretrizes da política internacional do PCUS" incluíam garantir condições externas favoráveis à construção do comunismo na União Soviética; eliminar a ameaça de guerra mundial; desarmamento; fortalecer o sistema socialista mundial; desenvolver relações equitativas e amigáveis com os países libertados (terceiro mundo); coexistência pacífica com os países capitalistas; e solidariedade com os partidos comunistas e democráticos revolucionários, o movimento internacional dos trabalhadores e as lutas de libertação nacional. 
Embora essas metas gerais de política externa tenham sido aparentemente concebidas em termos de prioridades, a ênfase e a classificação das prioridades mudaram ao longo do tempo em resposta a estímulos nacionais e internacionais. Depois que Mikhail Gorbatchov se tornou Secretário-Geral do Partido Comunista em 1985, por exemplo, alguns analistas ocidentais perceberam na classificação de prioridades uma possível redução do apoio soviético aos movimentos de libertação nacional. Embora a ênfase e a classificação das prioridades estivessem sujeitas a alterações, dois objectivos básicos da política externa soviética permaneceram constantes: a segurança nacional (salvaguardar o governo do Partido Comunista através do controlo interno e da manutenção de forças militares adequadas) e, desde o final da década de 1940, a influência sobre o Leste Europeu. 
Muitos analistas ocidentais examinaram a maneira como o comportamento soviético em várias regiões e países apoiava os objetivos gerais da política externa soviética. Esses analistas avaliaram o comportamento soviético nas décadas de 1970 e 1980 como uma ênfase primária nas relações com os Estados Unidos, que eram considerados a maior ameaça à segurança nacional da União Soviética. A segunda prioridade foi dada às relações com a Europa Oriental (os outros membros do Pacto de Varsóvia) e a Europa Ocidental (os membros europeus da Organização do Tratado do Atlântico Norte). A terceira prioridade foi dada aos estados litorâneos ou vizinhos ao longo da fronteira sul da União Soviética: Turquia (membro da OTAN), Irã, Afeganistão, China, Mongólia, Coreia do Norte e Japão. Regiões próximas, mas não limítrofes, à União Soviética receberam a quarta prioridade. Isso incluía o Oriente Médio, o Sul da Ásia e o Sudeste Asiático. A última prioridade foi dada à África, Oceania e América Latina, exceto na medida em que essas regiões ofereciam oportunidades para bases estratégicas ou faziam fronteira com estreitos navais ou rotas marítimas estratégicas. Em geral, a política externa soviética estava mais preocupada com as relações entre as superpotências (e, de forma mais ampla, com as relações entre os membros da OTAN e do Pacto de Varsóvia), mas durante a década de 1980 os líderes soviéticos buscaram melhorar as relações com todas as regiões do mundo como parte dos seus objetivos de política externa. 

## Comissários e Ministros
O Ministério das Relações Exteriores — chamado de "Narkomindel" até 1949 — elaborou documentos de política para aprovação de Stalin e do Politburo e, então, enviou suas ordens às embaixadas soviéticas. As seguintes pessoas chefiaram o Comissariado/Ministério como comissários (narkoms), ministros e vice-ministros durante a era soviética: 
| Nome                                                    | Retrato                                                 | Posse                                                   | Fim do Mandato                                          | Tempo no cargo                                          | Gabinete                                                |
| Comissário do Povo para as Relações Exteriores da RSFSR | Comissário do Povo para as Relações Exteriores da RSFSR | Comissário do Povo para as Relações Exteriores da RSFSR | Comissário do Povo para as Relações Exteriores da RSFSR | Comissário do Povo para as Relações Exteriores da RSFSR | Comissário do Povo para as Relações Exteriores da RSFSR |
| ------------------------------------------------------- | ------------------------------------------------------- | ------------------------------------------------------- | ------------------------------------------------------- | ------------------------------------------------------- | ------------------------------------------------------- |
| Leon Trotsky                                            |                                                         | 8 de novembro de 1917                                   | 9 de abril de 1918                                      | 152 dias                                                | Lenin I                                                 |
| Georgy Chicherin                                        |                                                         | 9 de abril de 1918                                      | 6 de julho de 1923                                      | 5 anos e 88 dias                                        | Lenin I                                                 |
| Comissário do Povo para as Relações Exteriores da URSS  |                                                         |                                                         |                                                         |                                                         |                                                         |
| Georgy Chicherin                                        |                                                         | 6 de julho de 1923                                      | 21 de julho de 1930                                     | 7 anos e 15 dias                                        | Lenin II–Rykov I                                        |
| Maxim Litvinov                                          |                                                         | 21 de julho de 1930                                     | 3 de maio de 1939                                       | 8 anos e 286 dias                                       | Molotov I                                               |
| Vyacheslav Molotov                                      |                                                         | 3 de maio de 1939                                       | 15 de março de 1946                                     | 6 anos e 305 dias                                       | Molotov I–Stalin I                                      |
| Ministro das Relações Exteriores da URSS                |                                                         |                                                         |                                                         |                                                         |                                                         |
| Vyacheslav Molotov                                      |                                                         | 19 de março de 1946                                     | 4 de março de 1949                                      | 2 anos e 350 dias                                       | Stalin II                                               |
| Andrey Vyshinsky                                        |                                                         | 4 de março de 1949                                      | 5 de março de 1953                                      | 4 anos e 1 dia                                          | Stalin II–Malenkov I                                    |
| Vyacheslav Molotov                                      |                                                         | 5 de março de 1953                                      | 1 de junho de 1956                                      | 3 anos e 88 dias                                        | Malenkov I–Bulganin I                                   |
| Dmitri Shepilov                                         |                                                         | 1 de junho de 1956                                      | 15 de fevereiro de 1957                                 | 259 dias                                                | Bulganin I                                              |
| Andrei Gromiko                                          |                                                         | 15 de fevereiro de 1957                                 | 2 de julho de 1985                                      | 28 anos e 137 dias                                      | Bulganin I–Tikhonov II                                  |
| Eduard Shevardnadze                                     |                                                         | 2 de julho de 1985                                      | 15 de janeiro de 1991                                   | 5 anos e 197 dias                                       | Tikhonov II–Pavlov I                                    |
| Alexander Bessmertnykh                                  |                                                         | 15 de janeiro de 1991                                   | 23 de agosto de 1991                                    | 220 dias                                                | Pavlov I                                                |
| Boris Pankin                                            |                                                         | 23 de agosto de 1991                                    | 14 de novembro de 1991                                  | 78 dias                                                 | Silayev I                                               |
| Ministro das Relações Externas da URSS                  |                                                         |                                                         |                                                         |                                                         |                                                         |
| Eduard Shevardnadze                                     |                                                         | 19 de novembro de 1991                                  | 25 de dezembro de 1991                                  | 36 dias                                                 | Silayev I                                               |

## 1917–1939

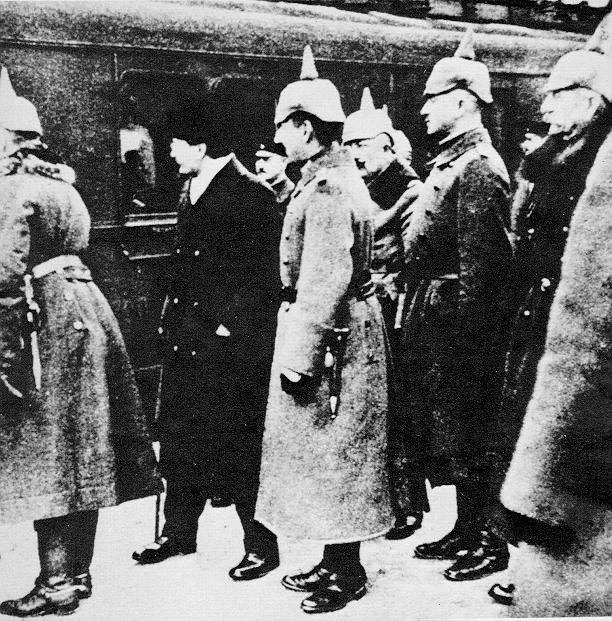
Delegação soviética com Trotsky recebida por oficiais alemães em Brest-Litovsk, 8 de janeiro de 1918

Houve três fases distintas na política externa soviética entre a conclusão da Guerra Civil Russa e o Pacto Nazi-Soviético em 1939, determinadas em parte por lutas políticas dentro da URSS e em parte por desenvolvimentos dinâmicos nas relações internacionais e o efeito que tiveram na segurança soviética.
Lenin, uma vez no poder, acreditava que a Revolução de Outubro inflamaria os socialistas do mundo e levaria a uma "Revolução Mundial". Lenin criou a Internacional Comunista (Comintern) para exportar a revolução para o resto da Europa e Ásia. De fato, Lenin decidiu "libertar" toda a Ásia do controle imperialista e capitalista. A primeira fase não só foi derrotada em tentativas importantes, como também irritou as outras potências pela sua promessa de derrubar o capitalismo. 

### Revolução mundial

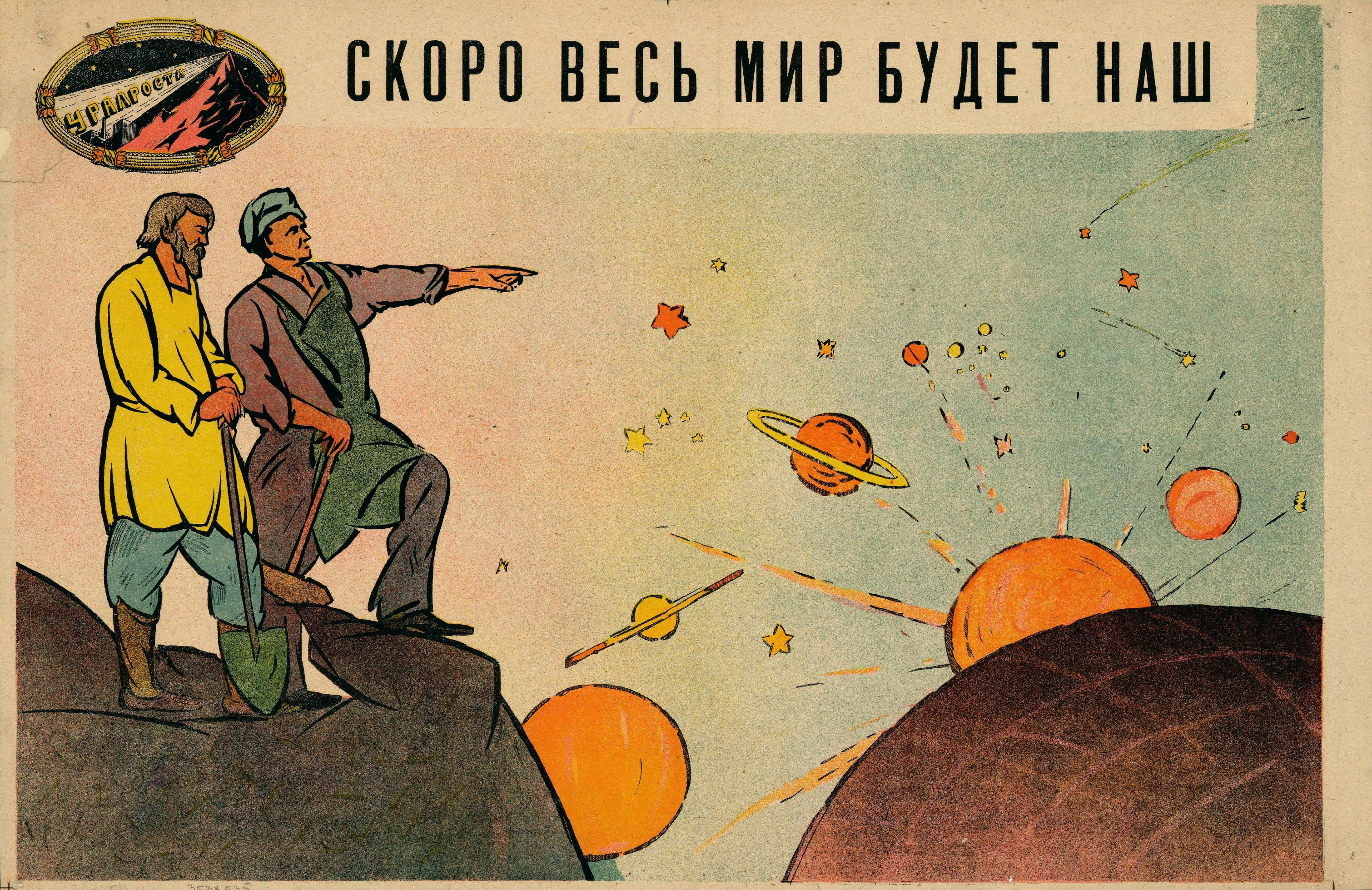
Em breve todo o mundo será nosso, 1920

Os bolcheviques tomaram o poder na Rússia na Revolução de Outubro de novembro de 1917, mas não conseguiram impedir o Exército Imperial Alemão de avançar rapidamente para o interior da Rússia na Operação Faustschlag. Os bolcheviques viam a Rússia apenas como o primeiro passo — eles planejavam incitar revoluções contra o capitalismo em todos os países ocidentais. A ameaça imediata era um ataque alemão imparável. Os alemães queriam tirar a Rússia da guerra para que pudessem mover suas forças para a Frente Ocidental na primavera de 1918, antes que os soldados da Força Expedicionária Americana fossem totalmente mobilizados. No início de março de 1918, após um acirrado debate interno, a Rússia concordou com os severos termos de paz alemães no Tratado de Brest-Litovsk. Moscou perdeu o controle dos Estados Bálticos, Polônia, Ucrânia e outras áreas que antes da guerra produziam grande parte do suprimento de alimentos, base industrial, carvão e ligações de comunicação da Rússia com a Europa Ocidental."  Os aliados da Rússia, Grã-Bretanha e França, sentiram-se traídos: "O tratado foi a traição máxima à causa Aliada e semeou as sementes para a Guerra Fria. Com Brest-Litovsk, o espectro da dominação alemã na Europa Oriental ameaçou se tornar realidade, e os Aliados começaram a pensar seriamente em intervenção militar [na Rússia]. "  Em 1918, a Grã-Bretanha enviou dinheiro e algumas tropas para apoiar o Exército Branco antibolchevique, bem como os movimentos antibolcheviques pró-independência na periferia do antigo Império. França, Japão e Estados Unidos também enviaram forças para bloquear os avanços alemães. Na verdade, os Aliados estavam auxiliando as diversas forças antibolcheviques de diferentes nacionalidades e tendências políticas. A Guerra Civil Russa viu uma resistência descoordenada aos bolcheviques de todas as direções. Entretanto, os bolcheviques, operando um comando unificado a partir de uma localização central, derrotaram toda a oposição, uma por uma, e assumiram o controle total da Rússia, além de conquistar países recém-independentes, como Ucrânia, Geórgia, Armênia e Azerbaijão . Os EUA e a França se recusaram a negociar com o regime soviético por causa de sua promessa de apoiar revoluções para derrubar governos em todos os lugares. O Secretário de Estado dos EUA, Bainbridge Colby, declarou: 

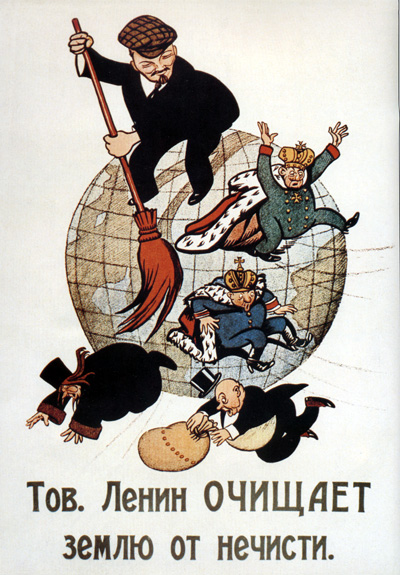
Lenin elimina reis, padres e capitalistas do globo.

É o entendimento [bolchevique] deles que a própria existência do bolchevismo na Rússia, a manutenção de seu próprio governo, depende, e deve continuar a depender, da ocorrência de revoluções em todas as outras grandes nações civilizadas, incluindo os Estados Unidos, que derrubarão e destruirão seus governos e estabelecerão o governo bolchevique em seu lugar. Eles deixaram bem claro que pretendem usar todos os meios, incluindo, é claro, agências diplomáticas, para promover tais movimentos revolucionários em outros países.
Depois que a Alemanha foi derrotada em novembro de 1918 e a Rússia Soviética venceu a Guerra Civil, a primeira prioridade de Moscou foi instigar revoluções na Europa Ocidental, acima de tudo na Alemanha. Foi o país que Lenine mais admirava e que ele supunha estar mais preparado para a revolução.  Lenin também encorajou revoluções que fracassaram na Alemanha, Baviera e Hungria de 1918 a 1920 – esse apoio foi exclusivamente político e econômico, e o Exército Vermelho não participou dessas revoluções. Em 1920, o recém-formado estado da Polônia se expandiu para o leste, em direção aos antigos territórios russos da Ucrânia e da Bielorrússia. O Exército Vermelho retaliou e invadiu a Polônia, mas foi derrotado fora de Varsóvia em agosto de 1920. Pouco depois, a RSFS Russa pediu a paz, que foi assinada na Paz de Riga em 18 de março de 1921. A Rússia compensou 30 milhões de rublos, bem como um território considerável na Bielorrússia e na Ucrânia, que seria posteriormente anexado novamente em 1939, após o Pacto Germano-Soviético e a subsequente Invasão da Polônia. 
Revoluções independentes falharam em derrubar o capitalismo. Moscovo retirou-se da acção militar e criou o Comintern, concebido para promover partidos comunistas locais sob o controlo do Kremlin. 

#### Ajuda americana e fome russa de 1921

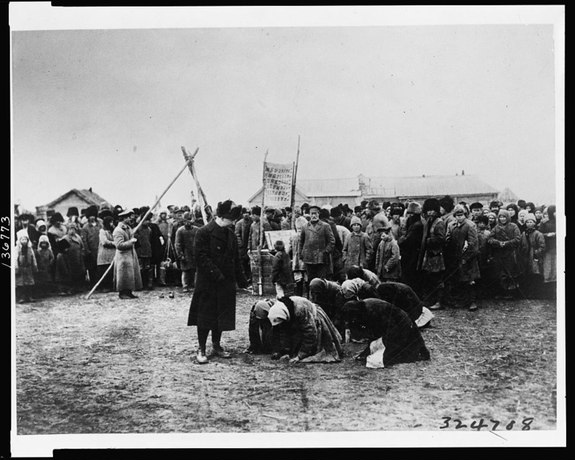
Operações da Administração de Assistência Americana na Rússia, 1922

Sob o comando de Herbert Hoover, grandes quantidades de alimentos foram distribuídas para a Europa após a guerra por meio da Administração de Assistência Americana (American Relief Administration, ARA). Em 1921, para aliviar a fome devastadora na Rússia, desencadeada pelas políticas de comunismo de guerra do governo soviético, o diretor da ARA na Europa, Walter Lyman Brown, começou a negociar com o Comissário do Povo Russo para Relações Exteriores, Maxim Litvinov, em Riga, Letônia (na época ainda não anexada pela URSS). Um acordo foi alcançado em 21 de agosto de 1921, e um acordo de implementação adicional foi assinado por Brown e o Comissário do Povo para Comércio Exterior, Leonid Krasin, em 30 de dezembro de 1921. O Congresso dos EUA destinou US$ 20.000.000 para ajuda sob a Lei de Ajuda à Fome Russa do final de 1921. Hoover detestava fortemente o bolchevismo e sentia que a ajuda americana demonstraria a superioridade do capitalismo ocidental e, assim, ajudaria a conter a propagação do comunismo.  
No seu auge, a ARA empregava 300 americanos, mais de 120.000 russos e alimentava 10,5 milhões de pessoas diariamente. Suas operações russas eram lideradas pelo Coronel William N. Haskell. A Divisão Médica da ARA funcionou de novembro de 1921 a junho de 1923 e ajudou a superar a epidemia de tifo que devastava a Rússia. As operações de socorro à fome da ARA decorreram em paralelo com operações muito menores de socorro à fome dos menonitas, judeus e quacres na Rússia.  

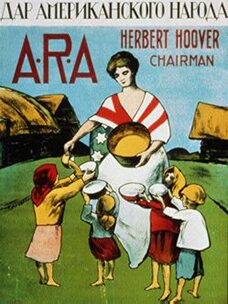
Cartaz da ARA de 1921 dizendo "O Presente do Povo Americano" em russo

As operações da ARA na Rússia foram encerradas em 15 de junho de 1923, depois de se ter descoberto que a Rússia, sob o comando de Lenin, havia retomado a exportação de grãos. 

### Sucesso na Ásia Central e no Cáucaso
Os planos de Lenin falharam, embora a Rússia tenha conseguido conquistar os domínios da Ásia Central e do Cáucaso que faziam parte do Império Russo .  A fase revolucionária terminou após a derrota soviética na Batalha de Varsóvia durante a Guerra Soviético-Polonesa de 1920-1921.  À medida que as revoluções da Europa eram esmagadas e o zelo revolucionário diminuía, os bolcheviques mudaram seu foco ideológico da revolução mundial e da construção do socialismo ao redor do globo para a construção do socialismo dentro da União Soviética, mantendo ao mesmo tempo parte da retórica e das operações do Comintern. Em meados da década de 1920, uma política de coexistência pacífica começou a surgir, com diplomatas soviéticos tentando acabar com o isolamento do país e concluindo acordos bilaterais com governos capitalistas. Foi alcançado um acordo com a Alemanha, o outro pária da Europa, no Tratado de Rapallo, em 1922.  Ao mesmo tempo em que o Tratado de Rapallo foi assinado, ele criou um sistema secreto para hospedar instalações de treinamento e pesquisa em larga escala para o exército e a força aérea alemães, apesar das proibições rígidas impostas à Alemanha no Tratado de Versalhes. Estas instalações funcionaram até 1933 e depois em 1939-1941. 
A União Soviética finalizou um tratado de amizade com o Afeganistão, que havia conquistado total independência após a Terceira Guerra Anglo-Afegã. O rei afegão, Amanulá Cã, escreveu a Moscou enfatizando seu desejo de relações amistosas permanentes; Lenin respondeu parabenizando-o e aos afegãos por sua defesa. Os soviéticos viam possibilidades em uma aliança com o Afeganistão contra o Reino Unido, como usá-lo como base para um avanço revolucionário em direção à Índia controlada pelos britânicos. O tratado de amizade foi finalizado em 1921. 

### Internacional Comunista
A Internacional Comunista (Comintern), (1919–1943), foi uma organização internacional de partidos comunistas.  Aparentemente um novo grupo para substituir a antiga Segunda Internacional após o seu colapso devido à Primeira Guerra Mundial, serviu como uma extensão da política externa soviética.  Era chefiado por Grigory Zinoviev (1919–26) e sediado no Kremlin; reportava-se a Lenin e mais tarde a Stalin. Lenine imaginou os ramos nacionais não como partidos políticos, mas "como um movimento centralizado, quase religioso e quase militar, dedicado à revolução e ao serviço do estado soviético".  Os comentadores compararam-no à ordem dos Jesuítas, com o seu voto de obediência. Ela coordenou os diferentes partidos internacionalmente e emitiu ordens que eles obedeceram. O Comintern resolveu no seu Segundo Congresso "lutar por todos os meios disponíveis, incluindo a força armada, pela derrubada da burguesia internacional e pela criação de uma república soviética internacional como fase de transição para a abolição completa do Estado".  Essa política foi abandonada logo em 1921 porque interferia na decisão de buscar relações amigáveis com nações capitalistas. A nova política econômica interna exigia comércio com o Ocidente e créditos bancários, se possível. O principal obstáculo foi a recusa de Moscou em honrar as dívidas da era czarista. O Comintern foi oficialmente dissolvido por Stalin em 1943 para evitar antagonizar seus novos aliados contra a Alemanha, os Estados Unidos e a Grã-Bretanha.  

### Stalin: Socialismo em um só país
Trotsky defendeu a continuação do processo revolucionário, em termos de sua teoria da revolução permanente . Após a morte de Lenin em 1924, Trotsky perdeu a luta pelo poder para Stalin e Nikolai Bukharin. Trotsky foi enviado para o exílio em 1929 e em 1940 foi assassinado por ordem de Stalin. 
A principal política de Stalin era o socialismo em um só país. Ele se concentrou na modernização da União Soviética, desenvolvendo a manufatura, construindo infraestrutura e melhorando a agricultura. Expansão e guerras não estavam mais na agenda. A política de frente unida patrocinada pelo Kremlin, com partidos comunistas estrangeiros assumindo a liderança na educação e nos movimentos de libertação nacional. O objetivo era a oposição ao fascismo, especialmente à variedade nazista.
O ponto alto da Frente Unida foi a parceria na China entre o Partido Comunista Chinês e o Kuomintang nacionalista. A política da Frente Unida na China ruiu efetivamente em 1927, quando o líder do Kuomintang, Chiang Kai-shek massacrou os comunistas nativos e expulsou todos os seus conselheiros soviéticos, nomeadamente Mikhail Borodin.   Uma curta guerra eclodiu em 1929, quando os soviéticos lutaram com sucesso para manter o controlo da Ferrovia Oriental Chinesa na Manchúria. 
Depois de derrotar todos os seus oponentes, tanto da esquerda (liderada por Trotsky e Grigory Zinoviev) quanto da direita (liderada por Bukharin), Stalin estava no comando total. Ele iniciou a coletivização por atacado da agricultura soviética, acompanhada por um programa massivo de industrialização planeada. 

### Respeitabilidade e relações normais
Depois de 1921, os principais objetivos da política externa eram que as grandes potências tratassem o estado soviético como um país normal e abrissem relações comerciais e reconhecimento diplomático. Não houve mais cruzadas pela revolução mundial: a liderança do Partido Comunista começou a reconhecer que a revolução internacional não viria e que a Rússia Soviética teria que chegar a alguma forma de acomodação temporária com os países capitalistas "burgueses".  O primeiro avanço ocorreu em 1921 com o Acordo Comercial Anglo-Soviético, que significou o reconhecimento de fato da RSFSR. Os Estados Unidos recusaram o reconhecimento até 1933; no entanto, Henry Ford, juntamente com outros empresários e corporações americanas, investiu pesadamente na União Soviética, importando técnicas de gestão modernas e novas tecnologias industriais.  
Georgy Chicherin serviu como Comissário do Povo para Relações Exteriores da Rússia Soviética (Ministro das Relações Exteriores) de 1918 a 1930. Ele trabalhou contra a Liga das Nações e tentou atrair a República Alemã de Weimar para uma aliança com Moscou, um esforço auxiliado por sua estreita amizade pessoal com o embaixador alemão em Moscou, Ulrich von Brockdorff-Rantzau   (no cargo: 1922–1928). As tensões diplomáticas alimentaram o medo da guerra de 1927. 
A Liga fez vários esforços para desenvolver melhores relações com a Rússia, mas essas tentativas foram sempre rejeitadas: os soviéticos consideravam a Liga simplesmente uma aliança de potências capitalistas hostis.  A URSS não procurou a admissão na Liga das Nações até 1934, quando se juntou com o apoio francês.  Foi expulso da Liga em 1939 após a invasão soviética da Finlândia.

#### Tratado de Rapallo de 1922
A Conferência de Gênova de 1922 colocou a União Soviética e a Alemanha pela primeira vez em negociações com as principais potências europeias. A conferência fracassou quando a França insistiu que a Alemanha pagasse mais em reparações e exigiu que Moscou começasse a pagar as dívidas da era czarista que havia repudiado. A Rússia Soviética e a Alemanha eram países párias, profundamente desconfiados. A solução para os soviéticos e os alemães de Weimar foi reunirem-se na cidade turística vizinha de Rapallo, na Itália, onde negociaram rapidamente o Tratado de Rapallo de 1922.  Em um acordo amigável, eles romperam completamente com o passado, repudiando todas as antigas obrigações financeiras e territoriais e concordando em normalizar as relações diplomáticas e econômicas. Secretamente, os dois lados estabeleceram uma elaborada cooperação militar, embora a negassem publicamente. Isto permitiu à Alemanha reconstruir secretamente o seu exército e a sua força aérea em locais na União Soviética, em violação do Tratado de Versalhes de 1919. 

#### Grã-Bretanha

##### Comércio e reconhecimento
Sob a orientação do Comintern, em 1937, 10% dos membros do Partido Comunista da Grã-Bretanha operavam secretamente dentro do Partido Trabalhista Britânico, fazendo campanha para mudar sua política de filiação e para projetar uma Frente Popular.  A liderança trabalhista reagiu e se tornou inimiga ferrenha do comunismo. Quando o Partido Trabalhista chegou ao poder nas eleições gerais de 1945 no Reino Unido, tornou-se cada vez mais hostil à União Soviética e apoiou os Estados Unidos. 

#### Carta de Zinoviev
Quatro dias antes das eleições gerais britânicas em 1924, o jornal London Daily Mail publicou a carta de Zinoviev. Este documento, supostamente uma diretiva de Grigory Zinoviev, o chefe da Internacional Comunista em Moscou, ao Partido Comunista da Grã-Bretanha, ordenou que ele se envolvesse em atividades sediciosas. Previu que a retomada das relações diplomáticas (por um governo trabalhista) aceleraria a radicalização da classe trabalhadora britânica. Isso teria constituído uma interferência significativa na política britânica e, como resultado, foi profundamente ofensivo aos eleitores britânicos, voltando-os contra o Partido Trabalhista. A carta parecia autêntica na época, mas os historiadores agora concordam que era uma falsificação.  A carta ajudou o Partido Conservador sob Stanley Baldwin, ao acelerar o colapso do voto do Partido Liberal que produziu uma vitória esmagadora dos Conservadores contra o Partido Trabalhista de Ramsay MacDonald.  A. J. P. Taylor argumentou que o impacto mais importante foi na psicologia dos trabalhistas, que durante anos a seguir culparam a sua derrota por jogo sujo, interpretando mal as forças políticas em acção e adiando as reformas necessárias no Partido Trabalhista. 

#### Estados Unidos
Na década de 1920, as administrações republicanas em Washington se recusaram a reconhecer o regime soviético. No entanto, algumas empresas americanas, lideradas por Henry Ford, abriram relações estreitas.  Os soviéticos admiravam muito a tecnologia americana e recebiam ajuda para atingir as ambiciosas metas industriais do Primeiro Plano Quinquenal de Stalin de 1928-1932. A Ford construiu fábricas modernas e treinou engenheiros soviéticos.  O presidente Franklin Roosevelt reconheceu a URSS em 1933, na expectativa de que o comércio aumentasse e ajudasse os EUA a sair da depressão econômica. Esse objetivo não se materializou, mas Roosevelt manteve boas relações com Moscou até sua morte em 1945.  

### Ataque aos partidos social-democratas
No final da década de 1920 e início da década de 1930, Stalin insistiu em uma política de luta contra movimentos socialistas não comunistas em todos os lugares. Essa nova fase radical foi acompanhada pela formulação de uma nova doutrina na Internacional, a do chamado Terceiro Período, uma mudança política ultraesquerdista, que argumentava que a social-democracia, qualquer que fosse a forma que assumisse, era uma forma de fascismo social, socialista na teoria, mas fascista na prática. Todos os partidos comunistas estrangeiros – cada vez mais agentes da política soviética – deveriam concentrar seus esforços na luta contra seus rivais no movimento da classe trabalhadora, ignorando a ameaça do fascismo real. Não haveria frentes unidas contra um inimigo maior. 

#### Luta pela social-democracia na Alemanha 1927–1932
Na Alemanha, Stalin deu alta prioridade a uma revolução anticapitalista. Seu Partido Comunista Alemão (KPD) dividiu o voto da classe trabalhadora com o moderado Partido Social Democrata. O SPD foi o partido social-democrata histórico na Alemanha e moderou seu marxismo para abandonar objetivos revolucionários e, em vez disso, focar na melhoria sistemática das condições da classe trabalhadora. Essa abordagem era contrária aos objetivos e crenças do KPD, que considerava tais concessões de curto prazo para os trabalhadores que serviriam apenas para atrasar a revolução. No Reichstag, o KPD tentou derrubar o governo de Weimar, que era historicamente controlado por uma coalizão moderada de liberais, católicos e social-democratas. À medida que o Partido Nazista cresceu rapidamente no início da década de 1930, ganhando apoio entre a classe trabalhadora protestante e os capitalistas financeiros, esse sistema foi cada vez mais minado por extremistas políticos. Houve alguns combates entre o KPD e os nazistas nas cidades industriais da Alemanha. No entanto, após a abrupta viragem ultra-esquerdista da Internacional Comunista no seu Terceiro Período, em 1928, o KPD considerou o Partido Social-Democrata da Alemanha (SPD) como o seu principal adversário e adoptou a posição de que o SPD era o principal partido fascista na Alemanha.  Isto baseava-se na teoria do fascismo social que tinha sido proclamada por Josef Stalin e que foi apoiada pelo Comintern durante o final da década de 1920 e início da década de 1930, que sustentava que a social-democracia era uma variante do fascismo.  Consequentemente, o KPD sustentou que era "o único partido antifascista" na Alemanha   e declarou que "lutar contra o fascismo significa lutar contra o SPD tanto quanto significa lutar contra Hitler e os partidos de Brüning".  No uso do KPD e dos soviéticos, o fascismo era visto principalmente como o estágio final do capitalismo, em vez de um grupo ou movimento específico, como os fascistas italianos ou os nazistas alemães e, com base nessa teoria, o termo era aplicado de forma bastante ampla. 
Em 1929, o protesto público proibido do KPD no Dia do Trabalhador em Berlim foi reprimido pela polícia; 33 pessoas foram mortas no confronto e nos tumultos subsequentes. A RFB foi então banida como extremista pelos sociais-democratas no poder.  Em 1930, o KPD estabeleceu o sucessor de facto da RFB, conhecido como Kampfbund gegen den Faschismus ("Aliança de Combate contra o Fascismo").        No final de 1931, unidades locais Roter Massenselbstschutz ("Autodefesa da Massa Vermelha") foram formadas por membros do Kampfbund como estruturas autônomas e vagamente organizadas sob a liderança, mas fora da organização formal do KPD, como parte da política de frente única do partido para trabalhar com outros grupos da classe trabalhadora para derrotar o "fascismo" conforme interpretado pelo partido. 
Durante o Terceiro Período, o KPD via o Partido Nazista de forma ambígua. Por um lado, o KPD considerava o Partido Nazista um dos partidos fascistas. Por outro lado, o KPD procurou apelar à ala strasserista do movimento nazi através da utilização de slogans nacionalistas.  O KPD às vezes cooperava com os nazistas no ataque ao SPD.  Em 1931, o KPD uniu-se aos nazis, a quem se referiam como "camaradas dos trabalhadores", numa tentativa malsucedida de derrubar o governo estadual do SPD na Prússia por meio de um referendo.  No uso da União Soviética, e do Comintern e seus partidos afiliados neste período, incluindo o KPD, o epíteto fascista era usado para descrever a sociedade capitalista em geral e virtualmente qualquer atividade ou opinião anti-soviética ou anti-stalinista. 
A formação da Antifaschistische Aktion em 1932 indicou um afastamento das políticas do Terceiro Período, uma vez que o fascismo passou a ser reconhecido como uma ameaça mais séria (as duas bandeiras vermelhas no seu logótipo simbolizavam os comunistas em unidade com os socialistas  ), levando à adopção em 1934 e 1935 de uma política de frente popular de unidade antifascista com grupos não comunistas. Em outubro de 1931, uma coalizão de partidos de direita e extrema direita criou a Frente de Harzburg, que se opôs ao governo de Heinrich Brüning, do Partido do Centro. Em resposta, o SPD e o grupo afiliado criaram a Frente de Ferro para defender a democracia liberal e a constituição da República de Weimar. A Antifaschistische Aktion foi formada em parte como um contra-ataque ao estabelecimento da Frente de Ferro pelo SPD,  que o KPD considerava uma "organização terrorista social-fascista".  No entanto, a partir de meados da década de 1930, o termo antifascista tornou-se onipresente no uso soviético, do Comintern e do KPD, pois os comunistas que estavam atacando rivais democráticos foram agora instruídos a mudar de rumo e se envolver em coligações com eles contra a ameaça fascista.  
De acordo com George Stein, uma grande colaboração militar secreta entre a Rússia e a Alemanha começou no início da década de 1920. Ambos os lados se beneficiaram de atividades operacionais nas bases de Lipetsk, Kazan e Torski. Quando Hitler e seus nazistas chegaram ao poder em 1933, a colaboração terminou porque Stalin temia a perigosa política expansionista dos nazistas e nem ele nem Hitler arriscariam uma maior cooperação. Em vez disso, Estaline ordenou aos alemães que cooperassem com o SPD, mas Hitler rapidamente reprimiu ambos.  Com o KPD destruído, alguns líderes conseguiram escapar para o exílio em Moscou, alguns dos quais seriam executados e outros se tornariam líderes da Alemanha Oriental em 1945. Simultaneamente, na Alemanha, os nazis destruíram completamente o SPD, aprisionando os seus líderes ou forçando-os também ao exílio.  
De acordo com o historiador Eric D. Weitz, 60% dos exilados alemães na União Soviética foram liquidados durante o terror stalinista e uma proporção maior de membros do Politburo do KPD morreram na União Soviética do que na Alemanha Nazista. Weitz também observou que centenas de cidadãos alemães, a maioria deles comunistas, foram entregues à Gestapo pela administração de Stalin. 

### Frentes populares (1933–1939)
Comunistas e partidos de esquerda estavam cada vez mais ameaçados pelo crescimento do movimento nazista. Hitler chegou ao poder em janeiro de 1933 e rapidamente consolidou seu controle sobre a Alemanha, destruiu os movimentos comunista e socialista no país e rejeitou as restrições impostas pelo Tratado de Versalhes. Em 1934, Stalin reverteu sua decisão de 1928 de atacar os socialistas e introduziu seu novo plano: a "frente popular". Era uma coalizão de partidos antifascistas geralmente organizada pelos comunistas locais agindo sob instruções do Comintern.  A nova política era trabalhar com todos os partidos de esquerda e centro em uma coalizão multipartidária contra o fascismo e a Alemanha nazista em particular. O novo slogan era: "Frente Popular Contra o Fascismo e a Guerra". Segundo esta política, os Partidos Comunistas foram instruídos a formar amplas alianças com todos os partidos antifascistas com o objectivo de assegurar o avanço social a nível interno e uma aliança militar com a URSS para isolar as ditaduras fascistas.  As “Frentes Populares” assim formadas mostraram-se bem-sucedidas apenas em alguns países, e apenas durante alguns anos cada, formando o governo em França, Chile e Espanha, e também na China.  Não foi um sucesso político em nenhum outro lugar. A abordagem da Frente Popular desempenhou um papel importante nos movimentos de resistência na França e em outros países conquistados pela Alemanha depois de 1939. Após a guerra, desempenhou um papel importante na política francesa e italiana. 

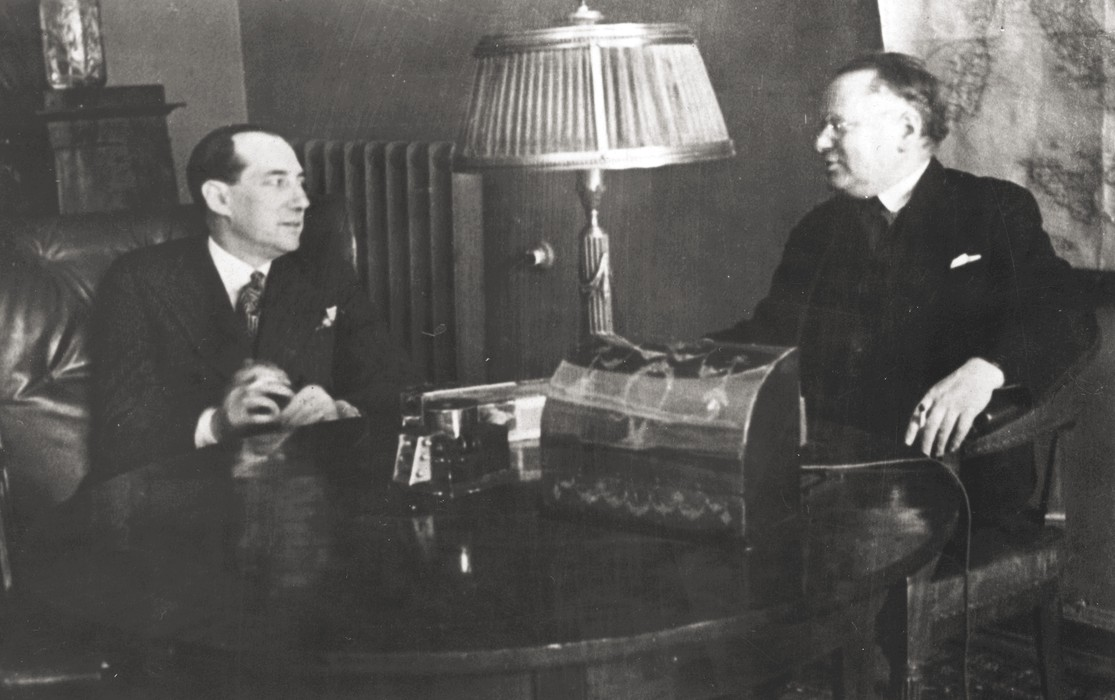
Maxim Litvinov com o ministro das Relações Exteriores polonês Józef Beck em Moscou, fevereiro de 1934

Paralelamente à promoção das Frentes Populares, Maxim Litvinov, o Comissário Soviético para Relações Exteriores entre 1930 e 1939, buscou alianças mais estreitas com governos ocidentais e colocou ênfase cada vez maior na segurança coletiva. A nova política levou a União Soviética a ingressar na Liga das Nações em 1934 e aos subsequentes pactos de não agressão com a França e a Tchecoslováquia. Na Liga, os soviéticos eram ativos na exigência de ações contra a agressão imperialista, um perigo particular para eles após a invasão japonesa da Manchúria em 1931, que acabou resultando na Batalha Soviética-Japonesa de Khalkhin Gol.
Ignorando o acordo assinado para evitar o envolvimento na Guerra Civil Espanhola, a URSS enviou armas e tropas e organizou voluntários para lutar pelo governo republicano. As forças comunistas mataram sistematicamente os seus antigos inimigos, os anarquistas espanhóis, embora estivessem do mesmo lado republicano.  O governo espanhol enviou todo o seu tesouro para Moscovo para custódia, mas nunca foi devolvido. 
O Acordo de Munique de 1938, a primeira fase do desmembramento da Checoslováquia, deu origem a receios soviéticos de que seriam provavelmente abandonados numa possível guerra com a Alemanha. 
Diante das negociações continuamente arrastadas e aparentemente sem esperança com a Grã-Bretanha e a França, um novo cinismo e dureza entraram nas relações exteriores soviéticas quando Litvinov foi substituído por Vyacheslav Molotov em maio de 1939.

#### Aliança com a França
Em 1935, Moscou e Paris identificaram a Alemanha Nazista como a principal ameaça militar, diplomática, ideológica e econômica. A Alemanha provavelmente poderia derrotar cada um deles separadamente em uma guerra, mas evitaria uma guerra em duas frentes contra ambos simultaneamente. A solução, portanto, foi uma aliança militar. Foi perseguido por Louis Barthou, o ministro das Relações Exteriores francês, mas ele foi assassinado em outubro de 1934 e seu sucessor, Pierre Laval, estava mais inclinado à Alemanha. Entretanto, após a declaração de rearmamento alemão em março de 1935, o governo francês forçou o relutante Laval a concluir um tratado. Escrito em 1935, entrou em vigor em 1936. Tanto Paris quanto Moscou esperavam que outros países se juntassem a eles e que a Tchecoslováquia assinasse tratados com a França e a União Soviética. Praga queria usar a URSS como contrapeso à crescente força da Alemanha nazista. A Polônia também pode ser uma boa parceira, mas se recusou a participar. As disposições militares eram praticamente inúteis devido a múltiplas condições e à exigência de que o Reino Unido e a Itália Fascista aprovassem qualquer ação. A eficácia foi ainda mais prejudicada pela recusa insistente do governo francês em aceitar uma convenção militar estipulando a maneira como os dois exércitos coordenariam as ações em caso de guerra com a Alemanha. O resultado foi um pacto simbólico de amizade e assistência mútua de pouca consequência além de aumentar o prestígio de ambas as partes. 
O Tratado marcou uma mudança em grande escala na política soviética no Comintern, de uma postura pró-revisionista contra o Tratado de Versalhes para uma política externa mais voltada para o Ocidente, defendida por Maxim Litvinov. Hitler justificou a remilitarização da Renânia pela ratificação do tratado no parlamento francês, alegando que se sentia ameaçado pelo pacto. Entretanto, depois de 1936, os franceses perderam o interesse, e todas as partes na Europa perceberam que o tratado era efetivamente letra morta. As políticas de apaziguamento dos primeiros-ministros da Grã-Bretanha e da França, Neville Chamberlain e Édouard Daladier, foram amplamente defendidas porque pareciam prometer o que Chamberlain chamou de "paz para o nosso tempo".  No entanto, no início de 1939, ficou claro que isso encorajava ainda mais a agressão nazista. 
A União Soviética não foi convidada para a crítica conferência de Munique, no final de setembro de 1938, onde Grã-Bretanha, França e Itália apaziguaram Hitler cedendo às suas exigências de assumir o controle dos Sudetos, uma área de língua predominantemente alemã da Tchecoslováquia Ocidental. A desconfiança era alta em todas as direções. Líderes em Londres e Paris achavam que Stalin queria ver uma grande guerra entre as nações capitalistas, a Alemanha, de um lado, e a Grã-Bretanha e a França, do outro, a fim de promover as perspectivas de uma revolução da classe trabalhadora na Europa. Entretanto, Stalin sentia que as potências ocidentais estavam a conspirar para envolver a Alemanha e a Rússia numa guerra, a fim de preservar o capitalismo burguês.  Depois que Hitler assumiu o controle de toda a Tchecoslováquia em 1939, provando que a apaziguamento foi um desastre, a Grã-Bretanha e a França tentaram envolver a União Soviética e uma verdadeira aliança militar. As suas tentativas foram inúteis porque a Polónia recusou-se a permitir a entrada de quaisquer tropas soviéticas no seu território.  

### Diplomatas expurgados
Em 1937-1938, Stalin assumiu o controle pessoal total do partido, expurgando e executando dezenas de milhares de altos e médios funcionários do partido, especialmente os Velhos Bolcheviques que haviam ingressado antes de 1917. Todo o serviço diplomático foi reduzido; muitos escritórios consulares no exterior foram fechados e restrições foram impostas às atividades e movimentos de diplomatas estrangeiros na URSS. Cerca de um terço de todos os funcionários do Ministério das Relações Exteriores foram baleados ou presos, incluindo 62 dos 100 funcionários mais graduados. Os principais cargos de embaixador no estrangeiro, como os de Tóquio, Varsóvia, Washington, Bucareste e Budapeste, estavam vagos. 

### Pacto de Não Agressão com a Alemanha (1939–1941)

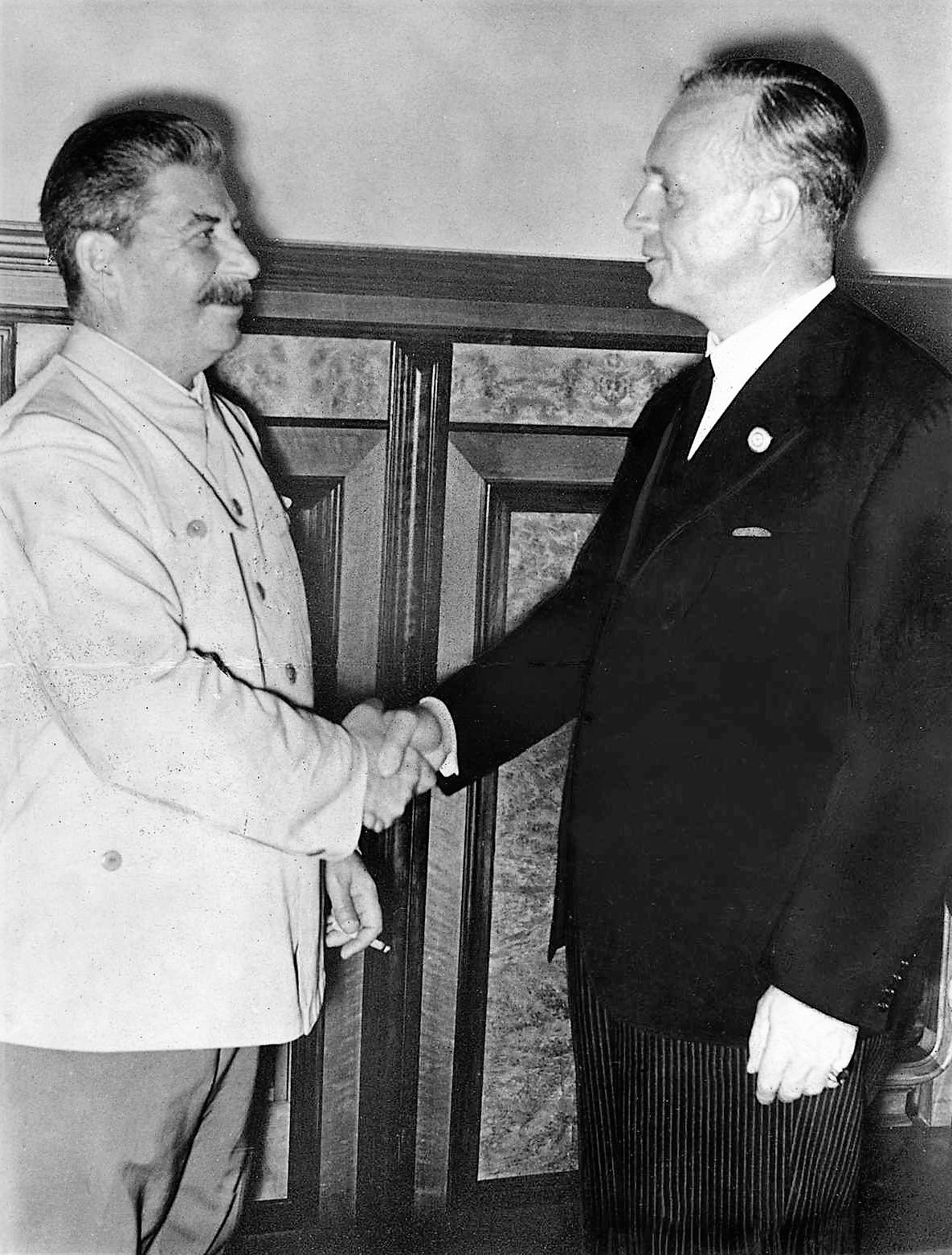
Stalin e Ribbentrop apertando as mãos após a assinatura do pacto em Moscou em agosto de 1939.

Em 1938-1939, a União Soviética tentou formar fortes alianças militares com os inimigos da Alemanha, incluindo Polônia, França e Grã-Bretanha, mas todos recusaram. Em um esforço para fortalecer o exército soviético, Stalin fez um pacto de não agressão com Hitler, juntamente com um protocolo secreto, e os dois países invadiram e dividiram a Polônia. A União Soviética também invadiu e anexou os Estados Bálticos, além de atacar a Finlândia na Guerra de Inverno, pela qual a URSS foi expulsa da Liga das Nações.   Logo após o pacto, a Alemanha invadiu a Polônia em 1º de setembro de 1939. A invasão da Bucovina por Staline em 1940 violou o pacto, uma vez que ultrapassou a esfera de influência soviética que tinha sido acordada com o Eixo.  O pacto germano-soviético previa grandes vendas de cereais e petróleo russos à Alemanha, enquanto a Alemanha partilharia a sua tecnologia militar com a União Soviética.  O subsequente Pacto Molotov-Ribbentrop surpreendeu o mundo e sinalizou que a guerra começaria muito em breve. O historiador francês François Furet diz: "O pacto assinado em Moscou por Ribbentrop e Molotov em 23 de agosto de 1939 inaugurou a aliança entre a URSS e a Alemanha nazista. Foi apresentado como uma aliança e não apenas um pacto de não agressão." Outros historiadores contestam a caracterização deste tratado como uma "aliança", porque Hitler secretamente pretendia invadir a URSS no futuro. 

## Segunda Guerra Mundial

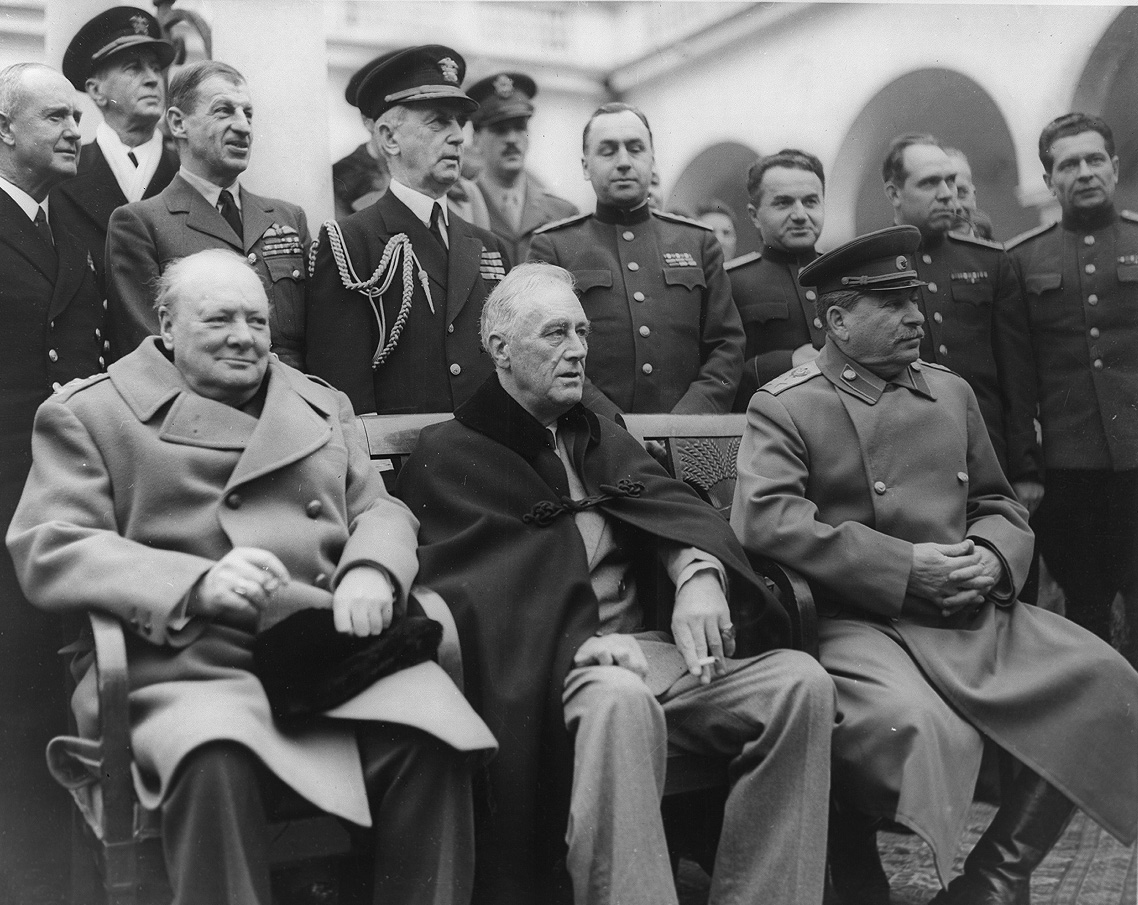
O secretário-geral soviético Stalin, o presidente dos EUA Roosevelt e o primeiro-ministro britânico Churchill conferem em Yalta em 1945.

Stalin controlava a política externa da União Soviética, com Vyacheslav Molotov como ministro das Relações Exteriores.  Sua política foi de neutralidade até agosto de 1939, seguida de relações amistosas com a Alemanha para dividir a Europa Oriental. A URSS ajudou a fornecer petróleo e munições para a Alemanha enquanto seus exércitos avançavam pela Europa Ocidental em maio-junho de 1940. Apesar dos repetidos avisos, Estaline recusou-se a acreditar que Hitler estava a planear uma guerra total contra a URSS.  Stalin ficou atordoado e temporariamente desamparado quando Hitler invadiu em junho de 1941. Stalin rapidamente chegou a um acordo com a Grã-Bretanha e os Estados Unidos, consolidado por meio de uma série de reuniões de cúpula. Os EUA e a Grã-Bretanha forneceram materiais de guerra em grandes quantidades através de Lend-Lease.  Houve alguma coordenação de ação militar, especialmente no verão de 1944. No final da guerra, a questão central era se Stalin permitiria eleições livres na Europa de Leste.  

## Guerra Fria (1947–1991)

A União Soviética é vista em vermelho, enquanto os estados em rosa claro eram satélites; a Iugoslávia, um estado comunista que foi aliado soviético até 1948, é marcada em roxo; e a Albânia, um estado comunista que deixou de ser aliado da União Soviética na década de 1960 após a ruptura sino-soviética, é marcada em laranja.

### Europa
A União Soviética emergiu da Segunda Guerra Mundial devastada em termos humanos e econômicos, mas muito ampliada em área. Militarmente, foi uma das duas maiores potências mundiais, posição mantida por quatro décadas por meio de sua hegemonia na Europa Oriental, força militar, envolvimento em muitos países por meio de partidos comunistas locais e pesquisa científica, especialmente em armas, armamento e tecnologia espacial. O esforço da URSS para estender sua influência ou controle sobre muitos estados e povos resultou em resistência significativa do Ocidente. Estabelecido em 1949 como um bloco econômico de países comunistas liderados por Moscou, o Conselho de Assistência Econômica Mútua (COMECON) serviu como uma estrutura para a cooperação entre as economias planejadas da União Soviética, seus estados satélites na Europa Oriental e, mais tarde, aliados soviéticos no Terceiro Mundo. A contrapartida militar do Comecon foi o Pacto de Varsóvia. 

A União Soviética se concentrou em sua própria recuperação. Ela apreendeu e transferiu a maioria das plantas industriais da Alemanha e exigiu reparações de guerra da Alemanha Oriental, Hungria, Romênia e Bulgária, usando empresas conjuntas dominadas pelos soviéticos. Utilizou acordos comerciais deliberadamente concebidos para favorecer a União Soviética. Moscou controlava os partidos comunistas que governavam os estados satélites, e eles seguiam ordens do Kremlin.  O historiador Mark Kramer conclui:
A saída líquida de recursos da Europa Oriental para a União Soviética foi de aproximadamente 15 a 20 mil milhões de dólares na primeira década após a Segunda Guerra Mundial, um montante aproximadamente igual à ajuda total fornecida pelos Estados Unidos à Europa Ocidental ao abrigo do Plano Marshall.
Moscou considerava a Europa Oriental uma zona-tampão para a defesa avançada de suas fronteiras ocidentais e garantiu seu controle da região transformando os países do Leste Europeu em aliados subservientes. Em 1956, as tropas soviéticas reprimiram uma revolta popular na Hungria e agiram novamente em 1968 para acabar com as tentativas de reforma do governo checoslovaco na Primavera de Praga. Ambos os países eram membros do Pacto de Varsóvia: além da ocupação e intervenção militar, a União Soviética controlava os estados do Leste Europeu por meio de sua capacidade de fornecer ou reter recursos naturais vitais. 

### Espionagem
Todos os lados da Guerra Fria se envolveram em espionagem. O KGB soviético ("Comitê de Segurança do Estado"), o departamento responsável pela espionagem estrangeira e vigilância interna, era famoso por sua eficácia. A operação soviética mais famosa envolveu seus espiões atômicos que entregaram informações cruciais do Projeto Manhattan dos Estados Unidos, levando a URSS a detonar sua primeira arma nuclear em 1949, quatro anos após a detonação americana e muito antes do esperado.   Uma enorme rede de informadores em toda a União Soviética foi usada para monitorar a dissidência em relação à política e à moral oficiais soviéticas.  

O historiador Raymond L. Garthoff conclui que provavelmente havia paridade na quantidade e qualidade das informações secretas obtidas por cada lado. Os soviéticos provavelmente tinham uma vantagem em termos de HUMINT (espionagem) e "às vezes em seu alcance nos altos círculos políticos". Isso importava? Em termos de impacto decisivo, Garthoff conclui:
Também podemos agora ter alta confiança no julgamento de que não houve “toupeiras” bem-sucedidas no nível de tomada de decisão política de nenhum dos lados. Da mesma forma, não há evidências, de nenhum dos lados, de nenhuma decisão política ou militar importante que tenha sido descoberta prematuramente por meio de espionagem e frustrada pelo outro lado. Também não há evidências de nenhuma decisão política ou militar importante que tenha sido crucialmente influenciada (muito menos gerada) por um agente do outro lado.
Em termos do impacto da inteligência na política nacional, não foram tanto os detalhes minuciosos ou a captura de planos ultrassecretos que mais importaram. Em vez disso, todos os principais países usaram os seus serviços de informações para desenvolver imagens complexas dos seus adversários e para prever à liderança de topo o que estes fariam a seguir. 
A URSS e a Alemanha Oriental mostraram-se especialmente bem-sucedidas em colocar espiões na Grã-Bretanha e na Alemanha Ocidental. Moscou foi incapaz de repetir seus sucessos de 1933 a 1945 nos Estados Unidos. A OTAN, por outro lado, também teve alguns sucessos importantes, dos quais Oleg Gordievsky foi talvez o mais influente. Ele era um oficial sênior da KGB que atuou como agente duplo em nome do MI6 britânico, fornecendo um fluxo de inteligência de alto nível que teve uma influência importante no pensamento de Margaret Thatcher e Ronald Reagan na década de 1980. Ele foi descoberto por Aldrich Ames, um agente soviético que trabalhava para a CIA, mas foi exfiltrado com sucesso de Moscou em 1985. O biógrafo Ben McIntyre argumenta que ele era o bem humano mais valioso do Ocidente, especialmente por seus profundos insights psicológicos sobre os círculos internos do Kremlin. Ele convenceu Washington e Londres de que a ferocidade e a belicosidade do Kremlin eram produto do medo e da fraqueza militar, e não de um desejo de conquista mundial. Thatcher e Reagan concluíram que poderiam moderar a sua própria retórica anti-soviética, como aconteceu com sucesso quando Mikhail Gorbatchov assumiu o poder, pondo assim fim à Guerra Fria. 

### África
Stalin fez da África uma prioridade muito baixa e desencorajou relacionamentos ou estudos sobre o continente. Entretanto, o processo de descolonização das décadas de 1950 e início de 1960 abriu novas oportunidades, que o líder soviético Nikita Khrushchov estava ansioso para explorar. 

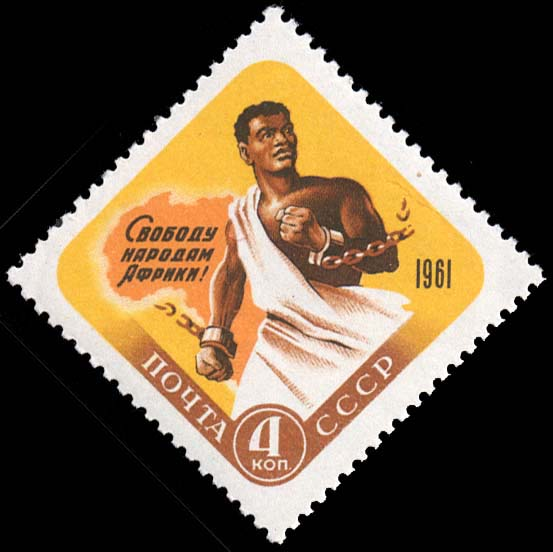
Selo postal soviético de 1961: "Liberdade aos povos da África!"

O Kremlin desenvolveu quatro grandes objetivos políticos de longo prazo: 
- Ganhar uma presença duradoura no continente
- Ganhar voz nos assuntos africanos
- Minar a influência ocidental/OTAN, especialmente identificando o capitalismo com o imperialismo ocidental
- (Depois de 1962) Lutar arduamente para impedir que a República Popular da China desenvolvesse sua própria presença compensatória.

Em nenhum momento Moscou esteve disposta a se envolver em combate na África, embora seu aliado Cuba o tenha feito. De fato, o Kremlin inicialmente presumiu que o modelo russo de desenvolvimento socializado seria atraente para os africanos ansiosos por se modernizar. Isso não aconteceu e, em vez disso, os soviéticos enfatizaram a identificação de prováveis aliados e a concessão de ajuda financeira e munições, bem como créditos para compra do bloco soviético. Embora alguns países tenham se tornado aliados por um tempo, incluindo Angola, Somália e Etiópia, as conexões foram temporárias. Com o colapso da União Soviética em 1991, a influência russa diminuiu muito. 

### Oriente Médio e Norte da África

#### Relações com Israel
Nos primeiros anos, Israel queria manter boas relações com a URSS, mas depois que o antissemitismo aumentou na URSS e a opinião pública israelense se voltou contra a URSS, as relações mudaram. O governo israelense ainda estava hesitante em mudar sua posição sobre a URSS, como demonstrado pelo renomado embaixador israelense na ONU e político chamado Abba Eban, que disse que a América queria adicionar sua "...voz alta e retumbante àqueles que menosprezam a União Soviética, juntamente com todo o espectro político propagandista do mundo todo".  A primeira fonte de tensão nas relações entre Israel e a União Soviética ocorreu em 9 de fevereiro de 1953 (quatro semanas antes da morte de Josef Stalin), quando a URSS rompeu relações com Israel. A URSS usou um incidente com bomba contra a Legação Soviética em Tel Aviv como desculpa para terminar as relações e alegou que o governo era responsável.  O governo israelense recebeu esta notícia com choque e preocupação. Esta foi a primeira ruptura nas relações diplomáticas que Israel sofreu com uma superpotência. Há um consenso geral de que as acusações israelenses contra a Conspiração dos Médicos da URSS e o desejo público de melhorias para os judeus soviéticos foram fatores decisivos. Sem a feroz hostilidade de Israel às falsas alegações da Conspiração dos Médicos, a União Soviética provavelmente não teria encerrado as relações. Após a ruptura, Israel continuou a manifestar-se contra a Conspiração dos Médicos e atraiu com sucesso a atenção internacional. 
Após a morte de Stalin em 1953, a política externa da União Soviética tornou-se menos hostil. O novo primeiro-ministro soviético, Vyacheslav Molotov, apresentou uma nova política de abertura e paz. Essa nova política inspirou Israel a reiniciar relações com a URSS, com a condição de que Israel não mais criticasse a URSS publicamente, especialmente em relação aos judeus soviéticos. Moscou começou a apoiar os estados árabes no conflito árabe-israelita, a fim de usar esse conflito para o seu próprio confronto com o Ocidente. 
Em 2 de Fevereiro de 1958  o Egito e a Síria declararam a criação de uma federação comum: a República Árabe Unida.  A destruição de Israel era seu principal objetivo. Em 1955, a URSS fez um acordo de armas com o Egipto.  Isso enfureceu Israel. Embora a Grã-Bretanha tenha apoiado os EUA e concordado em reter mais financiamento para a construção da Barragem de Assuão, no Egito, em Julho de 1956, a Grã-Bretanha também ficou furiosa com a acção e acreditou que a retirada da ajuda por parte dos EUA tinha proporcionado uma abertura à penetração soviética no Egipto.  Tanto a Grã-Bretanha quanto Israel agora viam o Egito como uma ameaça à estabilidade regional.
A Crise de Suez ocorreu no segundo semestre de 1956. Nessa época, a Grã-Bretanha, a França e Israel invadiram o Egito, alegando que estavam protegendo o Canal de Suez.  A URSS viu este acontecimento como uma ameaça à sua segurança e ao seu prestígio internacional por parte do Ocidente.  A Grã-Bretanha e a França perderam prestígio quando os Estados Unidos se opuseram à invasão e forçaram uma retirada. A Crise do Suez foi o primeiro choque entre os interesses de segurança de Israel e os interesses estratégicos da URSS no Médio Oriente. 
Em 5 de junho de 1967, começou a Guerra dos Seis Dias.  Imediatamente, a União Soviética foi às Nações Unidas para interromper a guerra e retirar as forças israelenses da fronteira. A URSS ameaçou romper relações com Israel. A URSS nunca quis que uma guerra ocorresse no Oriente Médio. Em 10 de junho, a União Soviética ameaçou intervir militarmente se Israel não parasse o seu avanço em direção à Síria. 
Em março de 1985, Mikhail Gorbatchov tornou-se Secretário-Geral do PCUS e em abril declarou a Perestroika. Demorou mais de 6 anos até que Moscou consentisse em restaurar relações diplomáticas com Israel em 19 de outubro de 1991, apenas 2 meses antes do colapso da URSS.

##### Guerra dos Seis Dias contra Israel
Durante a Guerra dos Seis Dias, a República Árabe Unida pediu mais armas à União Soviética, mas a União Soviética negou o pedido porque queria que a guerra acabasse. A guerra terminou com a derrota da UAR e da Síria em 10 de junho. Porém, quando a guerra acabou, a União Soviética ficou satisfeita com o estado do Oriente Médio e deu armas aos árabes para reparar as relações com eles. Para a União Soviética, a derrota significou que a sua posição no Médio Oriente foi prejudicada e que as suas armas e treino militar ganharam má reputação.  Após esta perda, Gamal Abdel Nasser concordou em permitir que os soviéticos mantivessem bases militares no país. 

#### Egito
Em 1955, o Egito concluiu um acordo de armas com a Tchecoslováquia.  Tecnicamente, este foi um acordo entre o Egito e a União Soviética porque a Tchecoslováquia tinha armas soviéticas. Nesse ponto, o Egito era neutro em relação à União Soviética e fez um acordo para manipular os Estados Unidos para que lhe dessem ajuda financeira. O acordo de armas foi o primeiro passo da União Soviética para criar relações com os estados árabes e ganhar uma posição no Médio Oriente para expansão e domínio. 
O secretário de Estado dos EUA, John Foster Dulles, desconfiava profundamente do presidente egípcio Gamal Abdel Nasser, que ele considerava um nacionalista imprudente e perigoso.  No entanto, após o acordo de armas do Egipto com a Checoslováquia, outros na administração Eisenhower convenceram Dulles de que a ajuda americana poderia afastar Nasser da sua relação com a União Soviética e impedir o crescimento do poder soviético no Médio Oriente.  Em Dezembro de 1955, o Secretário Dulles anunciou que os Estados Unidos, juntamente com a Grã-Bretanha, estavam a fornecer quase 75 milhões de dólares em ajuda estrangeira ao Egipto para ajudar na construção da Barragem de Assuão no Rio Nilo.  Em resposta aos crescentes ataques de Nasser ao colonialismo e ao imperialismo ocidentais e à aliança contínua do Egipto com a União Soviética,  a Grã-Bretanha e os Estados Unidos retiraram fundos para a Barragem de Assuão em Julho de 1956.  Essa ação levou o Egito ainda mais em direção a uma aliança com a União Soviética e foi um fator que contribuiu para a Crise do Suez, mais tarde em 1956.  Nasser respondeu ao corte da ajuda nacionalizando o Canal do Suez e os soviéticos apressaram-se então a ajudar o Egipto;  a Barragem de Assuão foi oficialmente inaugurada em 1964. 
Durante a Crise de Suez de 1956, a União Soviética ficou do lado do Egito. A URSS considerou a nacionalização do Canal do Suez como importante para a remoção da influência ocidental no Médio Oriente.  Além disso, a União Soviética estava disposta a financiar o Egito porque, em troca, este receberia acesso a portos de águas quentes, dos quais precisava desesperadamente para expandir sua influência. Embora o presidente dos EUA , Dwight D. Eisenhower, também estivesse furioso com a invasão e tivesse conseguido pôr fim à Crise de Suez, pressionando as forças invasoras a se retirarem do Egito no início de 1957,  os Estados Unidos continuaram a manter boas relações com a Grã-Bretanha, França e Israel e procuraram limitar a influência do aliado soviético Nasser, prejudicando assim suas relações com o Oriente Médio pelos próximos 35 anos.  Ao continuar a apoiar o Egipto, a União Soviética ganhou mais prestígio no Médio Oriente e conseguiu intimidar o seu adversário superpotência, os Estados Unidos.  A influência pan-árabe de Nasser se espalhou por todo o Oriente Médio e ele logo ganhou uma imagem popular entre aqueles que se ressentiam do colonialismo ocidental. Apesar de sua aliança com a União Soviética, Nasser não assinou um pacto de aliança militar com a nação; fez esforços para impedir a disseminação do comunismo e outras influências estrangeiras por toda a região árabe, formando uma união civil com a Síria, conhecida como República Árabe Unida (RAU) — uma nação à qual ele esperava que outros estados árabes também se juntassem — em 1958; e foi um dos fundadores do Movimento dos Países Não Alinhados em 1961; embora a união com a Síria tenha entrado em colapso em 1961, o Egito ainda seria oficialmente conhecido como República Árabe Unida por mais algum tempo.

##### Egito e Israel
Em 1969, Nasser formou uma aliança com o Rei Hussein da Jordânia e começou a se mover para consolidar a paz com Israel em troca do retorno da Península do Sinai e da formação de um estado palestino na Faixa de Gaza e na Cisjordânia.  Em 28 de setembro de 1970, Nasser morreu de ataque cardíaco e seu vice-presidente Anwar Sadat o sucedeu. Embora Sadat tentasse manter boas relações com a União Soviética, ele também estava disposto a considerar assistência econômica de nações fora da região árabe e do Bloco Oriental. Em 1971, Sadat, na esperança de ajudar a economia do país a se recuperar das perdas na Guerra dos Seis Dias, mudou oficialmente o nome da UAR de volta para Egito e assinou um Tratado de Amizade e Cooperação com a União Soviética. Em 1972, contudo, a direcção das relações soviético-egípcias mudou drasticamente quando Sadat ordenou que os militares soviéticos abandonassem o país.  Durante o restante da década de 1970, Sadat desenvolveu fortes relações com as potências ocidentais, revogou o Tratado de Amizade e Cooperação do Egito com a União Soviética em março de 1976, fez as pazes com Israel em março de 1979 após os Acordos de Camp David — onde foi acordado que Israel deixaria a Península do Sinai em troca de tornar a área uma zona desmilitarizada e que o Egito não buscaria reivindicações de um estado palestino na Faixa de Gaza e na Cisjordânia em troca de ajuda econômica e militar anual dos Estados Unidos — e distanciou o Egito da União Soviética. A União Soviética concentrou-se agora na construção de relações com os seus outros três principais aliados no Médio Oriente: a Síria, o Iraque e a Organização para a Libertação da Palestina (OLP). 

#### Organização para a Libertação da Palestina
Em 1964, Nasser e outros líderes da Liga Árabe, na Cimeira do Cairo de 1964, iniciaram a criação da Organização para a Libertação da Palestina para representar o povo palestino.  Apesar de estabelecer laços com a nova organização, o governo soviético também temia que a OLP enfraquecesse sua influência na região árabe e reagiu com ceticismo em relação à liderança do grupo.  Contudo, após a Guerra dos Seis Dias, a influência soviética aumentaria ainda mais na região árabe e a OLP seguiria o exemplo.  Em Março de 1968, Yasser Arafat e a sua organização Fatah ganharam atenção e popularidade internacional na região árabe quando se envolveram numa batalha em grande escala com a Força de Defesa de Israel na cidade de Karameh, na Jordânia, na qual 150 Palestinos e 29 Israelitas foram mortos.  Dois meses depois, o Fatah juntar-se-ia à OLP e Arafat foi nomeado presidente da organização.  Sob a liderança de Arafat, o favoritismo em relação à URSS foi firmemente estabelecido nas fileiras da OLP e a organização frequentemente comprava equipamento militar do Bloco Oriental para realizar ataques terroristas esporádicos contra Israel. 
Em 1972, os soviéticos declararam a OLP a vanguarda do movimento de libertação árabe.  No entanto, os soviéticos ainda se recusaram a deixar a OLP influenciar sua posição no processo de paz árabe-israelense e tentaram levar suas próprias propostas de resolução ao Conselho de Segurança da ONU. Em setembro de 1978, no entanto, a influência soviética sobre o progresso da paz árabe-israelense enfraqueceu significativamente depois que Egito e Israel concordaram em fazer as pazes entre si durante os Acordos de Camp David. Posteriormente, o Secretário-Geral Soviético, Leonid Brejnev, declarou que “só há um caminho” para um acordo real, “o caminho da libertação total de todas as terras árabes ocupadas por Israel em 1967, do respeito total e inequívoco pelos direitos legais do povo árabe da Palestina, incluindo o direito de criar o seu próprio estado independente”.  No final da visita de Arafat a Moscovo, de 29 de Outubro a 1 de Novembro de 1978, as autoridades soviéticas reconheceram finalmente a OLP como a “única representante legítima do povo palestino”. 

#### Síria
Em 1966, o Partido Socialista Árabe Baath – Região Síria ganhou o poder num golpe de estado e pretendia cooperar com a URSS.  A União Soviética estava disposta a fazer todos os esforços para garantir a estabilidade do novo regime na Síria, a fim de ter apoio de um regime comunista no Oriente Médio. Quando esse regime assumiu o poder, a atividade da URSS no Oriente Médio se intensificou. A URSS encorajou o novo regime sírio e advertiu Israel. A URSS desejava ganhar mais domínio no Oriente Médio, então agravou o conflito árabe-israelense. Entretanto, a União Soviética não queria uma guerra, então agiu para pacificar a política de Israel em relação à Síria. A URSS desejava ser a única defensora do mundo árabe e, por isso, fez tudo o que estava ao seu alcance para aumentar a dependência dos estados árabes. 
Em 7 de abril de 1967, a Síria executou ataques terroristas contra Israel. Os ataques foram dirigidos a um trator israelita que trabalhava em terras na área desmilitarizada na fronteira sírio-israelita.  Síria e Israel trocaram tiros o dia todo. No final da batalha, Israel abateu sete aeronaves da Força Aérea Síria de fabrico soviético.  Esta foi a primeira batalha aérea entre as duas nações. A URSS apoiou os ataques sírios e culpou Israel pelos atos violentos. A Síria não hesitou em agir porque acreditava que os outros estados árabes a apoiariam e Israel não era capaz de derrotá-la. Na UAR, a URSS motivou Nasser a fazer com que as forças da ONU abandonassem a Península do Sinai e a Faixa de Gaza e bloqueassem o Estreito de Tiran.  Tal como Nasser, a URSS não acreditava que Israel iria iniciar uma guerra por si só.  Mesmo que Israel atacasse, era improvável que fosse capaz de derrotar os estados árabes. A Síria acreditava que, com a ajuda da UAR, poderia derrotar Israel. Em 11 de maio, a URSS alertou a UAR que tropas israelenses estavam se reunindo na fronteira com a Síria e que uma invasão estava planejada para 18 a 22 de maio. Nessa altura, a URSS também começou a publicar acusações contra Israel, a fim de cimentar a unidade defensiva da UAR e da Síria. 

##### Síria após 1966
Desde 1966,  a Síria obteve a maior parte do seu equipamento militar da União Soviética.  Em 1971, quando o comandante da Força Aérea Síria Hafez al-Assad se tornou presidente da Síria através de um golpe de Estado, ele optou por manter uma política estratégica de estreita cooperação com a União Soviética.  No mesmo ano, Assad concordou em permitir que militares soviéticos mantivessem uma base naval em Tartus. Em Fevereiro de 1972, a Síria assinou um pacto de paz e segurança com a União Soviética como forma de reforçar a sua capacidade de defesa.  Durante o ano, Moscou entregou mais de 135 milhões de dólares em armas soviéticas a Damasco.  Em 1980, a Síria assinou um Tratado de Amizade e Cooperação com a União Soviética. 
Um protocolo secreto ao tratado detalhava as obrigações militares soviéticas para com a Síria e dava à URSS o poder de ordenar o envio de tropas soviéticas para a Síria em caso de invasão israelita.  O ministro da defesa sírio, Mustafa Tlass, alertou em 1984 que a União Soviética enviaria duas divisões aerotransportadas soviéticas para a Síria no prazo de oito horas, no caso de um conflito com Israel.  Tlas também declarou que a União Soviética usaria armas nucleares para proteger a Síria.  As declarações de Tlas, contudo, não foram apoiadas pela União Soviética.  A cooperação nuclear sírio-soviética limitou-se a um acordo de Fevereiro de 1983 para cooperação e intercâmbio para fins pacíficos.  Além da OLP, Síria e Iraque, a União Soviética também desenvolveu boas relações com a Líbia, a República Árabe do Iêmen e o Iêmen do Sul.

#### Iraque
Entre 1958 e 1990, as relações soviético-iraquianas foram muito fortes.  A União Soviética estabeleceu relações diplomáticas com o Reino do Iraque em 9 de setembro de 1944.  O regime do rei Faiçal II era anticomunista e só estabeleceu laços com Moscou devido à sua dependência do Reino Unido e ao Tratado Anglo-Soviético de 1942. Em janeiro de 1955, o governo soviético criticou a decisão iraquiana de aderir ao Pacto de Bagdá, o que levou o Iraque a cortar relações diplomáticas com os soviéticos. Depois que Faisal II foi deposto em um golpe militar em 14 de julho de 1958, a recém-proclamada República do Iraque, liderada pelo General Abd al-Karim Qasim, restabeleceu relações com a União Soviética, e a União Soviética começou a vender armas ao Iraque. Em 1967, o Iraque assinou um acordo com a URSS para fornecer petróleo à nação em troca de acesso em larga escala às armas do Bloco de Leste.  Em 1972, o Iraque, que era agora o aliado árabe mais próximo de Moscovo, assinou um Tratado de Amizade e Cooperação com a União Soviética. 

#### Iêmen
A União Soviética estava entre o primeiro grupo de nações a reconhecer o Iêmen do Norte após sua independência do Império Otomano em 1918. Em 27 de dezembro de 1962, foram celebrados dois tratados entre os dois países, para a elaboração de um estudo de projetos econômicos e de aproveitamento do solo e das águas subterrâneas.  Em 1963, o governo soviético nomeou o primeiro embaixador na República Árabe do Iêmen (RAI) em Sana'a.  Em setembro de 1963, os russos concluíram a construção do Aeroporto Internacional de Arrahaba.  Em 21 de março de 1964, o presidente da RAI, Abdullah Assalal, fez a primeira visita a Moscou.  A visita resultou na assinatura de um tratado de amizade entre os dois países, além da manutenção de relações econômicas e militares. 
Em 1967, a União Soviética reconheceu imediatamente o Iémen do Sul depois de este ter conquistado a independência da Grã-Bretanha.  Em 1969, o Iêmen do Sul se tornou a primeira e única nação declaradamente comunista no Oriente Médio. Não aceito pelas nações muçulmanas da região, o Iêmen do Sul contou com ajuda de nações comunistas e permitiu que os soviéticos mantivessem bases navais no país. Em 1972, após a eclosão de uma guerra entre os dois estados vizinhos do Iémen,  a República Árabe do Iémen e o Iémen do Sul concordaram em unificar-se eventualmente. Em Outubro de 1979,  a União Soviética e o Iémen do Sul assinaram oficialmente um Tratado de Amizade e Cooperação.  Apesar da ajuda que agora recebia dos Estados Unidos após uma breve disputa com o Iémen do Sul entre 1978 e 1979,  a República Árabe do Iémen não romperia com os Soviéticos  e mais tarde renovou o seu Tratado de Amizade e Cooperação com a URSS em Outubro de 1984. 

#### Líbia
Embora a Líbia não fosse um aliado soviético tão firme como muitos regimes marxistas do Terceiro Mundo, Moscou desenvolveu laços estreitos com o regime antiocidental de Muammar Gaddafi, que derrubou a monarquia pró-ocidental da Líbia em 1969.  O segundo maior líder soviético na época, Alexei Kosygin, foi à Líbia em 1975, e Gaddafi visitou Moscou em 1976, 1981 e 1985. O volume de comércio soviético-líbio durante as décadas de 1970 e 1980 foi de aproximadamente 100 milhões de dólares por ano  e as relações entre os dois países aceleraram entre 1981 e 1982.  Durante este período, Moscovo também forneceu 4,6 mil milhões de dólares em armamento à Líbia, fornecendo cerca de 90 por cento do inventário de armas daquele país,  e o regime de Gaddafi ajudou a União Soviética desempenhando um papel fundamental na preservação dos regimes comunistas tanto em Angola  como na Etiópia.  De acordo com o Kommersant, "a Líbia foi um dos poucos parceiros da União Soviética que pagou integralmente o equipamento militar que comprou à URSS",  embora o regime de Gaddafi ainda mantivesse boas relações com as nações ocidentais da França e da Itália e se recusasse a assinar um Tratado de Amizade e Cooperação com a União Soviética.  A Líbia, contudo, contraiu uma dívida com Moscovo durante esses anos. 
Durante grande parte da Guerra Fria, a Síria e o Iraque foram governados por frações rivais do Partido Baath pan-árabe e as duas nações eram frequentemente tensas uma com a outra, apesar de suas relações próximas com a União Soviética. Seu relacionamento, que tinha sido morno na melhor das hipóteses desde 1963, começou a mudar de forma dramática quando Mohammad Reza Pahlavi, o Xá do Irã, foi deposto em fevereiro de 1979 e substituído pelo regime pró-islâmico do aiatolá Ruhollah Khomeini. Depois de tomar o poder, Khomeini estabeleceu um sistema de leis que exigia que a população majoritariamente xiita do Irã seguisse rigorosamente a escola de pensamento dos Doze. Assad, ele próprio um xiita, logo formou uma forte aliança com o Irã e procurou usar esse novo relacionamento para enfraquecer muito o Iraque. Em 16 de julho de 1979, Ahmed Hassan al-Bakr, que havia governado o Iraque após um golpe em 1968, deixou o poder e nomeou seu primo Saddam Hussein, um sunita fortemente anti-xiita, para ser seu sucessor e o governo sírio fechou oficialmente sua embaixada em Bagdá logo depois. Em 1980, as relações entre o Iraque e a Síria se romperam oficialmente quando a Síria declarou seu apoio ao Irã durante a Guerra Irã-Iraque e Hussein, na esperança de obter vantagem sobre o Irã, expandiu as relações com as nações ocidentais e retratou a posição anterior do Iraque em relação a Israel.

#### Contradições
Em Dezembro de 1979, as relações entre a União Soviética e o Iraque, embora ainda muito fortes em privado,  azedaram muito em público quando o Iraque condenou a invasão soviética do Afeganistão.  Depois de o Iraque ter invadido o Irã em Setembro de 1980, a União Soviética, na esperança de fazer do Irão um novo aliado, cortou os envios de armas para o Iraque (e para o Irã) como parte dos seus esforços para induzir um cessar-fogo.  No entanto, também permitiu que a Síria continuasse a apoiar o Irão e a enviar armas da Líbia e do Bloco de Leste para o país.  Embora Khomeini fosse fortemente antiamericano e tivesse demonstrado esse sentimento ao chamar os Estados Unidos de "o Grande Satã" e tomar os trabalhadores da embaixada dos EUA como reféns, ele também se opôs fortemente à União Soviética, rotulando a crença comunista como uma ameaça ao islamismo; e os esforços dos soviéticos para tornar o Irã um aliado azedaram ainda mais quando Khomeini declarou abertamente apoio aos mujahidin afegãos durante a Guerra Soviético-Afegã e se recusou a reprimir os manifestantes pró-afegãos que atacavam consistentemente a embaixada da URSS em Teerã.  Em 1982, quando se tornou claro que o Irão não se alinharia com a URSS depois do regime de Khomeini ter ganho a vantagem na Guerra Irão-Iraque e ter invadido o território iraquiano,  os soviéticos retomaram os envios regulares de armas para o Iraque,  mas as relações entre as duas nações ainda estavam politicamente tensas e não voltariam a ser fortes em público até ao início de 1988. 
Após 1966, uma grande presença militar soviética desenvolveu-se na Síria.  A Síria acabou por se tornar o cliente mais favorecido dos militares soviéticos, não só no Médio Oriente, mas também em todo o Terceiro Mundo.  Em meados de 1984, estimava-se que havia 13.000 conselheiros soviéticos e da Europa de Leste na Síria.  Embora as relações ainda permanecessem fortes,  a posição dos soviéticos em relação ao apoio da Síria ao Irão mudou drasticamente quando o Irão avançou ainda mais em território iraquiano e atraiu forte ira dos soviéticos ao continuar a reprimir os membros do Partido Tudeh do Irã, pró-comunista.  Como resultado, muitos dos conselheiros foram retirados em 1985 e entre 2.000 e 5.000 permaneceram em 1986.  Em Fevereiro de 1986, o Irão capturou com sucesso a Península de Al-Faw e a posição da União Soviética na Guerra Irã-Iraque mudou completamente em direcção ao Iraque. 
A política externa da União Soviética no Oriente Médio era contraditória. Embora a URSS inicialmente tenha apoiado Israel, esse relacionamento logo se desintegrou, pois a União Soviética se sentiu ameaçada pela necessidade de segurança de Israel em relação aos Estados Unidos. A URSS recorreu a outros estados árabes para ganhar influência no mundo árabe e eliminar a influência ocidental. A URSS via os estados árabes como mais importantes que Israel porque eles poderiam ajudar a URSS a atingir seu objetivo de espalhar a influência comunista. A URSS escolheu apoiar o Egito e a Síria com armas para demonstrar seu domínio. A União Soviética manipulou os estados árabes contra Israel, a fim de aumentar a sua dependência da União Soviética e desencorajar as potências ocidentais de ajudar Israel.  

### Américas

#### Cuba
Após o estabelecimento de laços diplomáticos com a União Soviética após a Revolução Cubana de 1959, Cuba tornou-se cada vez mais dependente dos mercados e da ajuda militar soviética e foi aliada da União Soviética durante a Guerra Fria. Em 1972, Cuba se juntou ao Comecon, uma organização econômica de estados projetada para criar cooperação entre as economias planejadas comunistas, que era dominada por sua maior economia, a União Soviética. Moscou manteve contato regular com Havana e compartilhou relações próximas até o fim da União Soviética em 1991. Cuba entrou então em uma era de sérias dificuldades econômicas, o Período Especial. 

#### Granada
As relações diplomáticas entre Granada e a União Soviética foram rompidas em novembro de 1983 pelo Governador Geral de Granada. Finalmente, em 2002, Granada restabeleceu relações diplomáticas com a recém-formada Federação Russa. 

#### Estados Unidos
Mesmo durante os períodos mais difíceis e estagnados da Guerra Fria, as relações diplomáticas foram mantidas e até mesmo buscadas entre os Estados Unidos e a União Soviética. Seja por razões de paz ou de negociação, esses acordos desempenharam um papel vital na Guerra Fria.

##### Corrida Espacial
Entre os anos de 1957 e 1958, o presidente dos EUA , Dwight D. Eisenhower, buscou iniciativas espaciais cooperativas entre EUA e União Soviética por meio de uma série de cartas dirigidas à liderança soviética. Entre os destinatários soviéticos estavam o primeiro secretário do Partido Comunista, Nikita Khrushchov, e o presidente do Conselho de Ministros, Nikolai Bulganin. Nessas cartas, Eisenhower sugeriu um protocolo para uso pacífico do espaço. No entanto, Khrushchev rejeitou a oferta, sentindo que seu país estava à frente dos Estados Unidos em tecnologia espacial após o lançamento bem-sucedido do Sputnik 1 em 4 de outubro de 1957. 
Apesar da contínua competição espacial entre os Estados Unidos e a URSS, Khrushchev escreveu uma carta ao presidente americano John F. Kennedy detalhando a possibilidade de uma futura cooperação espacial entre os dois rivais jurados depois que o americano John Glenn se tornou o primeiro americano a orbitar a Terra em 20 de fevereiro de 1962. Estas discussões entre a União Soviética e os Estados Unidos levaram à cooperação em três áreas: dados meteorológicos e futuros lançamentos relacionados com a meteorologia, o mapeamento do campo geomagnético da Terra e a retransmissão de comunicações. 
A reação ao pouso dos primeiros humanos na Lua pelos Estados Unidos na União Soviética foi mista. O governo soviético limitou a divulgação de informações sobre o pouso lunar, o que afetou a reação. Uma parte da população não lhe deu qualquer atenção, e outra parte ficou irritada com isso. 

### Índia
O relacionamento entre a União Soviética e a Índia foi uma parte significativa da Guerra Fria. De natureza política e científica, essa cooperação durou quase 40 anos. Ao longo deste período de quase quatro décadas, as relações soviético-indianas foram mantidas através de três pares de líderes  Jawaharlal Nehru e Nikita Khrushchov, Indira Gandhi e Leonid Brejnev, e Rajiv Gandhi e Mikhail Gorbatchov.  Esta relação indo-soviética pode ser vista como resultante da desconfiança da Índia e do sentimento geral de insatisfação em relação à insistência da administração de Dwight D. Eisenhower de que os países do Terceiro Mundo não poderiam permanecer neutros durante a Guerra Fria e da hesitação americana em consultar os seus governos sobre questões pertinentes a esses países. 
A posição pró-soviética da Índia foi professada quando o governo de Indira Gandhi rompeu com o resto do mundo não comunista para abraçar e apoiar a invasão soviética do Afeganistão na Assembleia Geral da ONU, apesar de comentários anteriores criticando a operação.  O antigo embaixador, Inder Kumar Gujral, comentou que o profundo envolvimento do Paquistão na mobilização dos mujahidin afegãos era uma preocupação para a segurança e estabilidade da Índia, ao mesmo tempo que expressava a “amizade” da Índia com os soviéticos.  A Índia também foi o único país fora do bloco soviético a reconhecer totalmente a República Popular do Kampuchea após a invasão vietnamita do Camboja. 

#### Cooperação espacial
A cooperação científica entre a União Soviética e a Índia começou com o estabelecimento formal de um Comité Conjunto Indo-Soviético de Cientistas, que realizou a sua primeira reunião em janeiro de 1968. 
A União Soviética foi uma grande contribuidora para o esforço espacial da Índia. Mais notavelmente, a assistência técnica soviética no projeto e lançamento foi fundamental para o sucesso dos satélites indianos Aryabhata, Bhaskara-I e Bhaskara-II.  Ao considerar a reputação da Índia em relação à pobreza e à insegurança alimentar na época, pessoas de fora começaram a se perguntar se a Índia pertencia a um grupo tão prestigioso de nações ou se só recebeu essa oportunidade da União Soviética.
O trabalho no Aryabhata começou após um acordo entre a Organização de Pesquisa Espacial da Índia e a Academia de Ciências da URSS em maio de 1972. Em 19 de abril de 1975, menos de um ano após o primeiro teste bem-sucedido de bomba nuclear da Índia em 18 de maio de 1974, a União Soviética ajudou a lançar o primeiro satélite indiano, Aryabhata, de Kapustin Yar, um local russo de lançamento e desenvolvimento de foguetes na região de Astracã, usando um veículo de lançamento Kosmos-3M. Foi construído pela ISRO, mas os soviéticos forneceram assistência técnica e componentes como células solares, baterias, tintas térmicas e gravadores para auxiliar nos estudos solares e atmosféricos propostos de 6 meses.  Embora o satélite devesse realizar estudos solares e atmosféricos por 6 meses, os experimentos tiveram que ser encerrados após 5 dias devido a um problema de fornecimento de energia.
Em 7 de junho de 1979, o Bhaskara-I foi lançado de Kapustin Yar a bordo do Veículo de Lançamento C-1 Intercosmos. 
Em 20 de novembro de 1981, o Bhaskara-II foi lançado, fornecendo quase duas mil fotos de dados da superfície oceânica e terrestre. 
Em abril de 1985, a Academia Nacional de Ciências da Índia e a Academia Soviética de Ciências assinaram um acordo para pesquisa conjunta em matemática aplicada e tecnologia, como eletrônica de computadores, biotecnologia e tecnologia de silício. Em 21 de março de 1987, após a visita de Rajiv Gandhi à União Soviética, foi assinado um protocolo de cooperação em ciência e tecnologia, levando a novas iniciativas em tecnologia laser, fontes alternativas de energia e aceleradores de elétrons. 

### Ruptura com a China
A ruptura sino-soviética (1956-1966) foi a ruptura das relações políticas entre a República Popular da China (RPC) e a URSS, causada por divergências doutrinárias que surgiram de suas diferentes interpretações e aplicações práticas do marxismo-leninismo, influenciadas por suas respectivas geopolíticas durante a Guerra Fria.  No final da década de 1950 e início da década de 1960, os debates sino-soviéticos sobre a interpretação do marxismo ortodoxo tornaram-se disputas específicas sobre as políticas da União Soviética de desestalinização nacional e coexistência pacífica internacional com o mundo ocidental. Nesse contexto político, as relações internacionais da RPC caracterizaram-se pela beligerância oficial em relação ao Ocidente e por uma rejeição pública inicial da política da União Soviética de coexistência pacífica entre os blocos Oriental e Ocidental, que Mao Zedong disse ser um revisionismo marxista por parte dos comunistas russos. 
A partir de 1956, depois de Nikita Khrushchov ter denunciado Stalin e o estalinismo no discurso Sobre o Culto da Personalidade e as suas Consequências (25 de Fevereiro de 1956), a RPC e a URSS tiveram interpretações progressivamente divergentes da ideologia marxista; em 1961, as suas diferenças intratáveis de interpretação ideológica e de prática provocaram a denúncia formal da RPC do comunismo soviético como sendo obra de "traidores revisionistas" na URSS.  Entre os países do Bloco de Leste, a divisão sino-soviética era sobre quem lideraria a revolução pelo comunismo mundial, a China ou a Rússia, e a quem os partidos de vanguarda do mundo recorreriam para obter aconselhamento político, ajuda financeira e assistência militar.  Nesse sentido, a URSS e a RPC competiram pela liderança ideológica através dos partidos comunistas nativos dos países nas suas esferas de influência. 
A ruptura sino-soviética transformou a geopolítica da guerra fria bipolar em uma guerra fria tripolar e facilitou a reaproximação sino-americana e a visita de Nixon à China em 1972. Acabou com a era do "comunismo monolítico". Historicamente, a ruptura ideológica sino-soviética facilitou a Realpolitik marxista-leninista pela qual Mao estabeleceu a geopolítica tripolar (RPC-EUA-URSS) do final da Guerra Fria.

O historiador Lorenz M. Lüthi comentou:
A ruptura sino-soviética foi um dos principais eventos da Guerra Fria, igual em importância à construção do Muro de Berlim, à Crise dos Mísseis de Cuba, à Segunda Guerra do Vietnã e à Reaproximação Sino-Americana. A divisão ajudou a determinar a estrutura da segunda metade da Guerra Fria em geral e influenciou o curso da Segunda Guerra do Vietnã, em particular. Como um divórcio desagradável, deixou más lembranças e produziu mitos de inocência em ambos os lados.

### Relações com os estados do Sudeste Asiático
A União Soviética gradualmente se envolveu fortemente na disputa por influência no Sudeste Asiático. Embora a União Soviética seja geralmente associada ao seu apoio diplomático ao Vietnã do Norte durante a Guerra do Vietnã, ela também desempenhou um papel significativo em outros países do Sudeste Asiático. Antes da ascensão do presidente Suharto, o maior destinatário de ajuda armamentista da União Soviética entre 1958 e 1965 foi a Indonésia. 

## Década de 1970 em diante

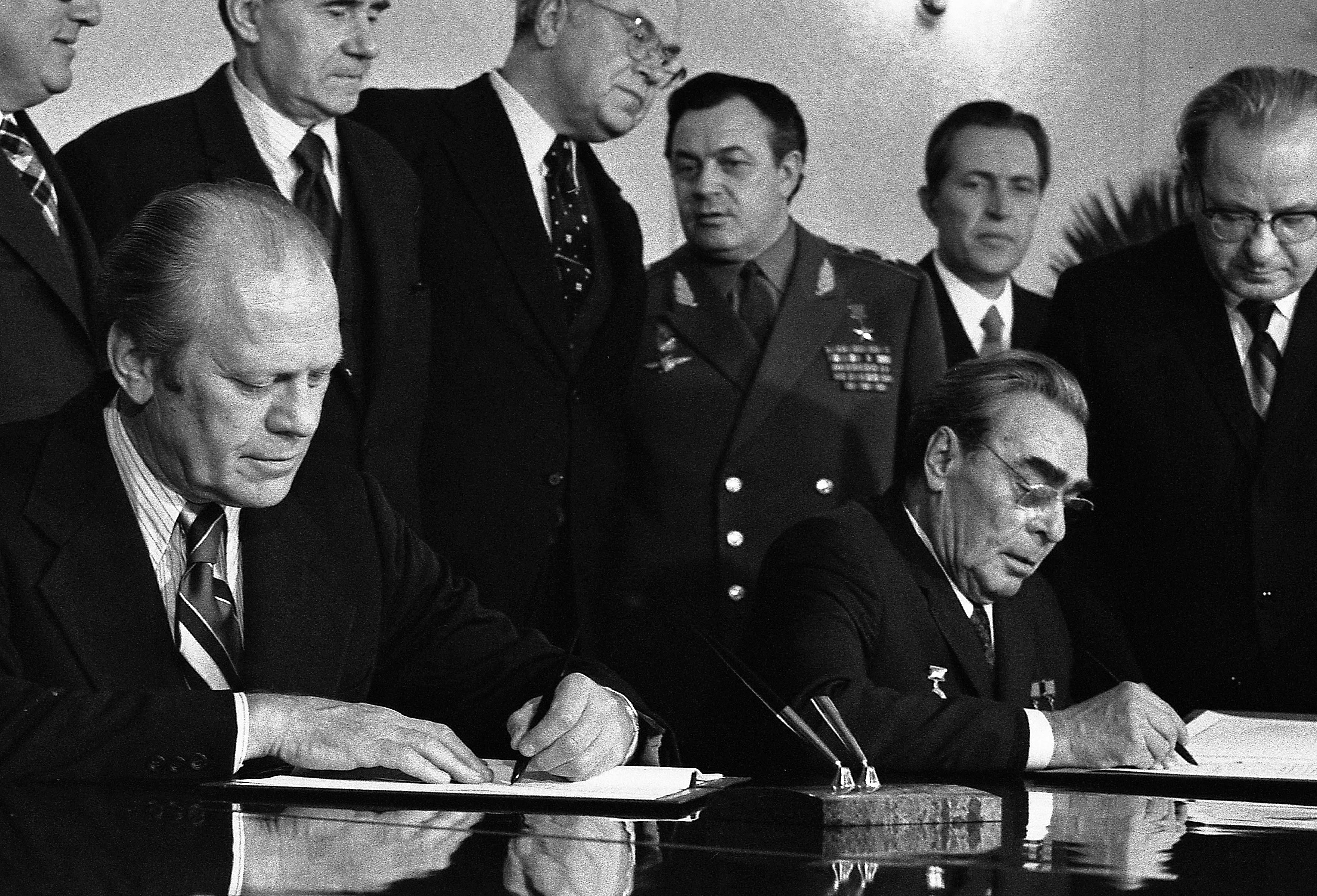
Leonid Brejnev se encontra com Gerald Ford em Vladivostok em novembro de 1974 para assinar um comunicado conjunto sobre o tratado SALT.

Na década de 1970, a União Soviética alcançou uma paridade nuclear aproximada com os Estados Unidos e a superou no final daquela década com a implantação do míssil SS-18. Ela percebeu que seu próprio envolvimento era essencial para a solução de qualquer grande problema internacional. Enquanto isso, a Guerra Fria deu lugar à Détente e a um padrão mais complicado de relações internacionais, no qual o mundo não estava mais claramente dividido em dois blocos claramente opostos. Os países menos poderosos tinham mais espaço para afirmar sua independência, e as duas superpotências foram parcialmente capazes de reconhecer seu interesse comum em tentar verificar a disseminação e proliferação de armas nucleares ( ver SALT I, SALT II, Tratado de Mísseis Antibalísticos). 
Em outros lugares, a União Soviética concluiu tratados de amizade e cooperação com vários estados do mundo não comunista, especialmente entre os estados do Terceiro Mundo e do Movimento Não Alinhado. Apesar de alguns obstáculos ideológicos, Moscou promoveu os interesses do Estado ao ganhar posições militares em áreas estrategicamente importantes em todo o Terceiro Mundo. Além disso, a URSS continuou a fornecer ajuda militar aos movimentos revolucionários no Terceiro Mundo. Por todas essas razões, a política externa soviética foi de grande importância para o mundo não comunista e ajudou a determinar o teor das relações internacionais. 
Embora inúmeras burocracias estivessem envolvidas na formação e execução da política externa soviética, as principais diretrizes políticas eram determinadas pelo Politburo do Partido Comunista. Os principais objetivos da política externa soviética eram a manutenção e o aprimoramento da segurança nacional e a manutenção da hegemonia sobre a Europa Oriental. As relações com os Estados Unidos e a Europa Ocidental também eram uma grande preocupação para os formuladores de política externa soviética e, assim como com os Estados Unidos, as relações com estados individuais do Terceiro Mundo eram, pelo menos em parte, determinadas pela proximidade de cada estado à fronteira e às estimativas de importância estratégica. 

## Gorbatchov e depois

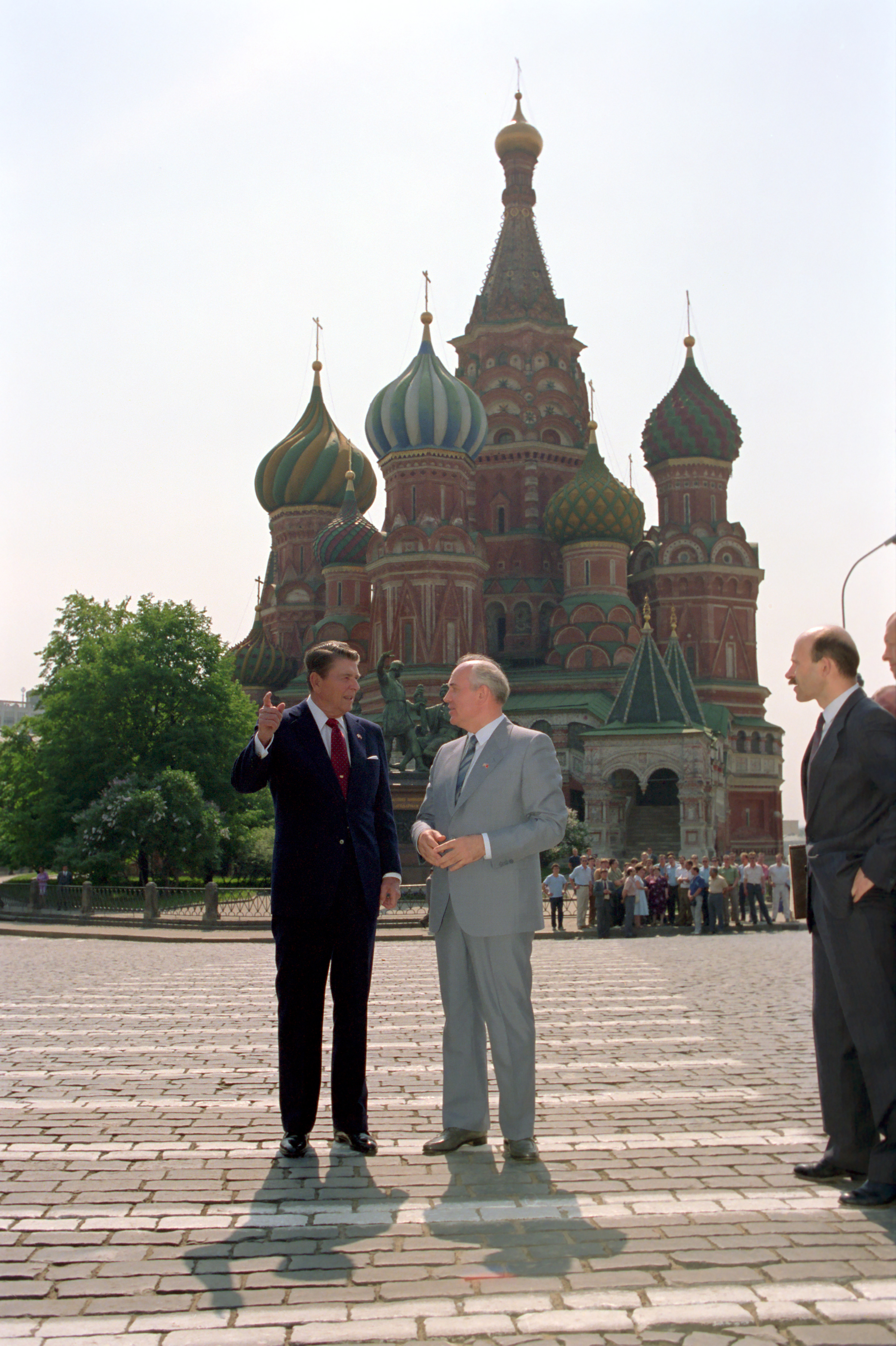
Gorbachev e Reagan em Moscou durante a Cúpula de Moscou, 31 de maio de 1988

Quando Mikhail Gorbatchov sucedeu Konstantin Chernenko como Secretário Geral do Partido Comunista em 1985, isso sinalizou uma mudança drástica na política externa soviética. Gorbatchov propôs a doutrina do "novo pensamento político", que em parte buscava políticas conciliatórias em relação ao Ocidente em vez de manter o status quo da Guerra Fria. A URSS saiu do Afeganistão após uma guerra malsucedida de 10 anos contra o país e assinou tratados de redução de armas estratégicas com os Estados Unidos. Não tentou impedir o esforço bem-sucedido de todas as nações satélites do Leste Europeu de declarar sua independência e expulsar a liderança dominada pela União Soviética; questões sobre o status e as fronteiras da Alemanha foram abordadas em 1990, quando a União Soviética, juntamente com os Estados Unidos, a Grã-Bretanha e a França, assinaram um tratado sobre a reunificação alemã com os dois governos alemães. Após extensas negociações, a Alemanha Ocidental absorveu a Alemanha Oriental, com grandes pagamentos em dinheiro feitos a Moscou.  Após a dissolução final da União Soviética em 26 de dezembro de 1991, a Rússia se tornou a sucessora legal da União Soviética no cenário internacional e em termos de tratados e acordos. Sob Boris Iéltsin, a política externa russa solicitou apoio ocidental para reformas capitalistas na Rússia pós-soviética. 

#### Guerra Fria
- Dallin, David. Soviet foreign policy after Stalin (1961) online
- Dobbs, Michael. One Minute to Midnight: Kennedy, Khrushchev, and Castro on the Brink of Nuclear War (2008) excerpt and text search
- Donaldson, Robert, and Joseph L. Nogee The Foreign Policy of Russia: Changing Systems, Enduring Interests (4th ed. 2015), emphasis on Putin years
- Fursenko, Aleksandr, and Timothy Naftali.  Khrushchev's Cold War: The Inside Story of an American Adversary (2007) excerpt and text search
- Garthoff, Raymond L. Détente and confrontation: American-Soviet relations from Nixon to Reagan (2nd ed. 1994) covers 1969 to 1980. online
- Garthoff, Raymond L. The Great Transition: American-Soviet Relations and the End of the Cold War (1994), In-depth scholarly history, 1981 to 1991.
- Goldgeier, James M. Leadership style and Soviet foreign policy : Stalin, Khrushchev, Brezhnev, Gorbachev (1994) online
- Goncharov, Sergei, John Lewis and Litai Xue, Uncertain Partners: Stalin, Mao and the Korean War (1993) excerpt and text search
- Haslam, Jonathan. Russia's Cold War: From the October Revolution to the Fall of the Wall (2012)
- Jelavich, Barbara. St.Petersburg and Moscow: Czarist and Soviet Foreign Policy, 1814–1974 (1974), Scholarly survey
- Keeble, Curtis. Britain and the Soviet Union, 1917–89 (1990).
- Kennan, George F. Russia and the West under Lenin and Stalin (1961)
- Leffler, Melvyn P. For the Soul of Mankind: The United States, the Soviet Union, and the Cold War (2008) excerpt and text search
- Librach, Jan. The Rise of the Soviet Empire: A Study of Soviet Foreign Policy (Praeger, 1965) online, a scholarly history
- Lund, Aron. "From cold war to civil war: 75 years of Russian-Syrian relations." (Swedish Institute of International Affairs, 2019) online
- Mastny, Vojtech. Russia's Road to the Cold War: Diplomacy, Warfare, and the Politics of Communism, 1941–1945 (1979)
- Mastny, Vojtech. The Cold War and Soviet Insecurity: The Stalin Years (1998) excerpt and text search
- Mastny, Vojtech, and Malcolm Byrne. A Cardboard Castle? An Inside History of the Warsaw Pact, 1955–1991 (2005)
- Nogee, Joseph L. and Robert Donaldson. Soviet Foreign Policy Since World War II  (4th ed. 1992)
- Ouimet, Matthew J. The Rise and Fall of the Brezhnev Doctrine in Soviet Foreign Policy (2003)<
- Roberts, Geoffrey. Stalin's Wars: From World War to Cold War, 1939–1953 (2006).
- Roberts, Geoffrey. Molotov: Stalin's Cold Warrior (2012)
- Saivetz, Carol R. and Sylvia Babus Woodby, eds. Soviet-third World Relations (1985)
- Schulz, Brigitte and William W. Hansen, eds. The Soviet Bloc And The Third World: The Political Economy Of East-south Relations (1989)
- Service, Robert. Comrades!: A history of world communism (2007).
- Service, Robert. Stalin: A Biography (2004) online
- Service, Robert. A history of Twentieth-century Russia (1997) online
- Taubman, William. Khrushchev: The Man and His Era (2004), Pulitzer Prize; online
- Taubman, William. Gorbachev: His Life and Times (2017).
- Taubman, William. Stalin's American Policy: From Entente to Détente to Cold War (W W Norton & Company, 1982) excerpt
- Ulam, Adam B. Expansion and Coexistence: Soviet Foreign Policy, 1917–1973, 2nd ed. (1974), a standard scholarly history online
- Ulam, Adam B. Dangerous relations: the Soviet Union in world politics, 1970–1982 (Oxford UP, 1984). online
- Ulam, Adam B. The Rivals: America and Russia Since World War II (1971) Current survey by an expert, but did not have access to the important documents opened after 1989. online
- Ulam, Adam B. Stalin (1973), an older scholarly biography; oonline
- Vasiliev, Alexey. Russia's Middle East Policy: From Lenin to Putin (Routledge, 2018).
- Weiner, Tim. The Folly and the Glory: America, Russia, and Political Warfare 1945–2020 (2020); Pulitzer Prize excerpt
- Zubok, Vladislav M. A Failed Empire: The Soviet Union in the Cold War from Stalin to Gorbachev (2007) excerpt and text search

#### Historiografia
- Johnston, Robert H., ed. Soviet Foreign Policy 1918–1945: A Guide to Research and Research Materials (2nd ed. Scholarly Resources, 1991) 236 pp online
- Resnick, Evan N. "Hang Together or Hang Separately? Evaluating Rival Theories of Wartime Alliance Cohesion." Security Studies 22.4 (2013): 672–706. On World War II
- Sakwa, Richard. " The Soviet collapse: Contradictions and neo-modernisation" Journal of Eurasian Studies 4 (2013) 65–77 online
- Timberlake, Charles E. "Russian American Contacts, 1917–1937" Pacific Northwest Quarterly 61.4 (1970): 217–221.
- Ulam, Adam B. Understanding the Cold War: a historian's personal reflections (2nd ed 2002). excerpt